# Persan (Val-d'Oise)
Pour les articles homonymes, voir Persan (homonymie).
Persan est une commune française située dans le département du Val-d'Oise en région Île-de-France. 

## Géographie

### Localisation
Persan est situé dans le nord du Val-d'Oise, à la limite avec le département de l'Oise, sur la rive droite de l'Oise  et face à Beaumont-sur-Oise, à une distance orthodromique de 33 km au nord - nord-ouest de Paris. 
La distance routière de la capitale est de 41 km par la RD 301, l'ancienne nationale 1. L'aéroport Roissy-Charles-de-Gaulle est à 35 km par la RD 922, la RD 317 et la Francilienne.
La commune se trouve dans l'aire d'attraction de Paris, dans l'unité urbaine de Persan-Beaumont-sur-Oise, dans la zone d'emploi de Cergy-Vexin et est la commune centre de son bassin de vie

### Communes limitrophes
Persan compte six communes limitrophes, dont deux, Chambly et Le Mesnil-en-Thelle, appartiennent au département de l'Oise. 
Beaumont et Persan ne sont séparés que par l'Oise, et la gare pour Beaumont dessert les deux villes. Outre Beaumont, une seule commune limitrophe est située sur la rive gauche de l'Oise, Mours, mais la limite commune n'est longue que de 500 m.
|                    | Chambly (Oise)    | Le Mesnil-en-Thelle (Oise) |
| Champagne-sur-Oise | Persan            | Bernes-sur-Oise            |
| Mours              | Beaumont-sur-Oise |                            |

### Hydrographie

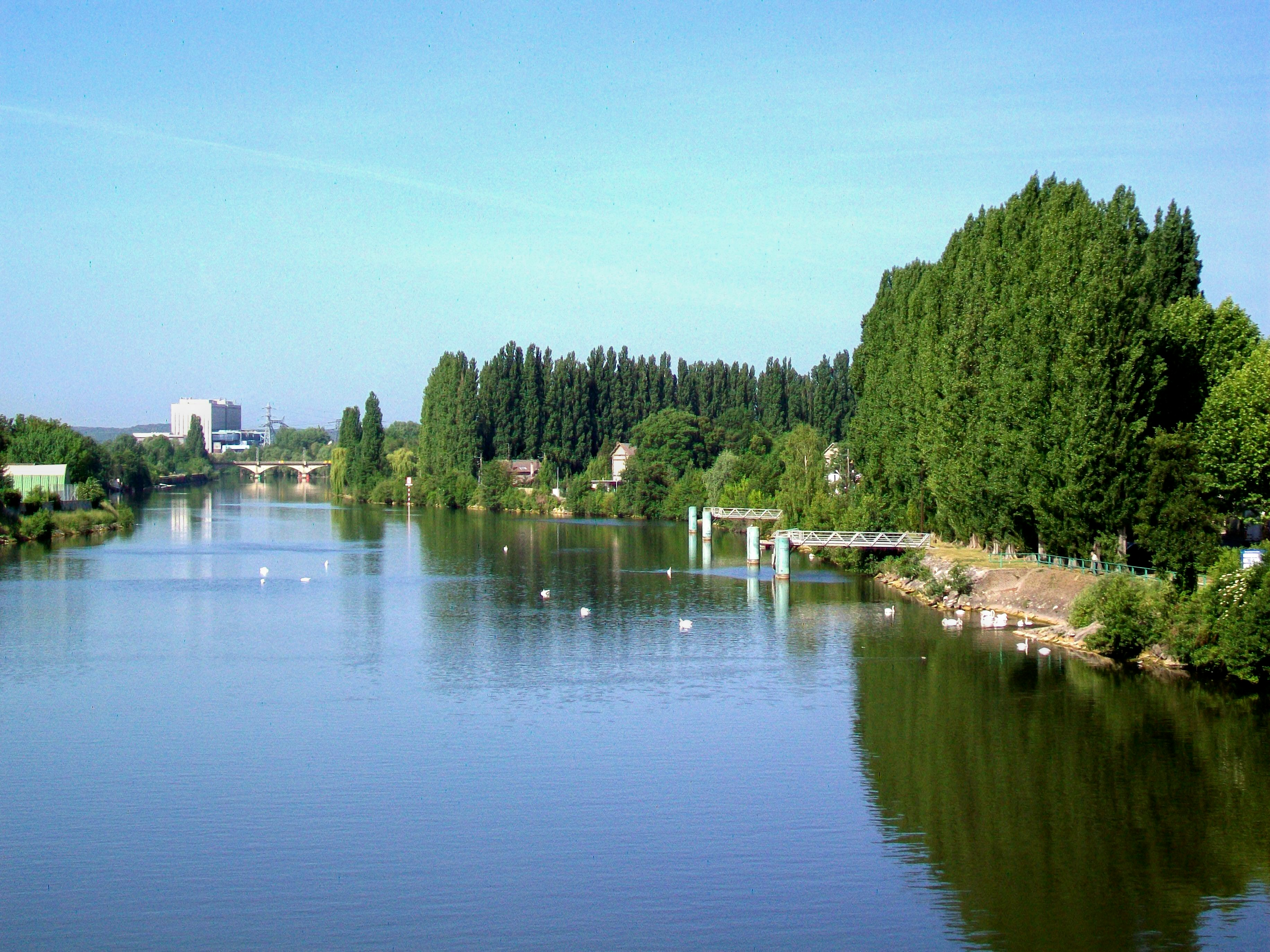
L'Oise à Persan (à droite).

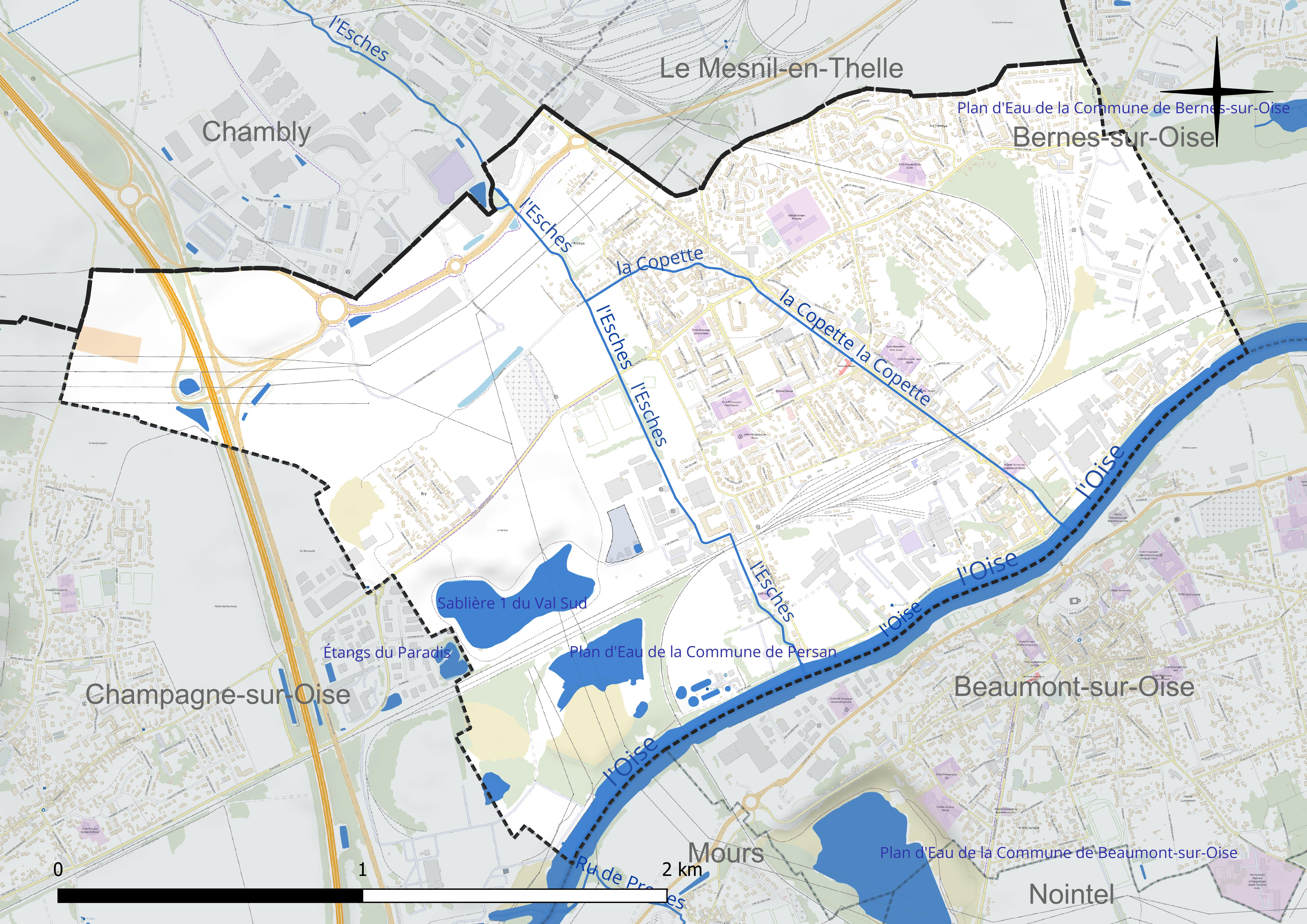
Carte hydrographique de la commune.

Persan est située sur la rive droite de l'Oise et à l'embouchure de l'Esches.
L'Oise est l'un des principaux affluents de la Seine.

### Climat
Pour des articles plus généraux, voir Climat de l'Île-de-France et Climat du Val-d'Oise.
En 2010, le climat de la commune est de type climat océanique dégradé des plaines du Centre et du Nord, selon une étude du CNRS s'appuyant sur une série de données couvrant la période 1971-2000. En 2020, Météo-France publie une typologie des climats de la France métropolitaine dans laquelle la commune est dans une zone de transition entre le climat océanique et le climat océanique altéré et est dans la région climatique Sud-ouest du bassin Parisien, caractérisée par une faible pluviométrie, notamment au printemps (120 à 150 mm) et un hiver froid (3,5 °C).
Pour la période 1971-2000, la température annuelle moyenne est de 11,4 °C, avec une amplitude thermique annuelle de 14,5 °C. Le cumul annuel moyen de précipitations est de 654 mm, avec 10,3 jours de précipitations en janvier et 7,6 jours en juillet. Pour la période 1991-2020, la température moyenne annuelle observée sur la station météorologique la plus proche, située sur la commune de Pontoise à 17 km à vol d'oiseau, est de 12,5 °C et le cumul annuel moyen de précipitations est de 666,7 mm,. Pour l'avenir, les paramètres climatiques de la commune estimés pour 2050 selon différents scénarios d'émission de gaz à effet de serre sont consultables sur un site dédié publié par Météo-France en novembre 2022.

### Milieux naturels et biodiversité
En 2019, la ville a créé un rucher municipal  avec l'aide de deux apiculteurs afin de développer la biodiversité et permettre la production de miel local ainsi que des animations auprès des écoliers.

## Urbanisme

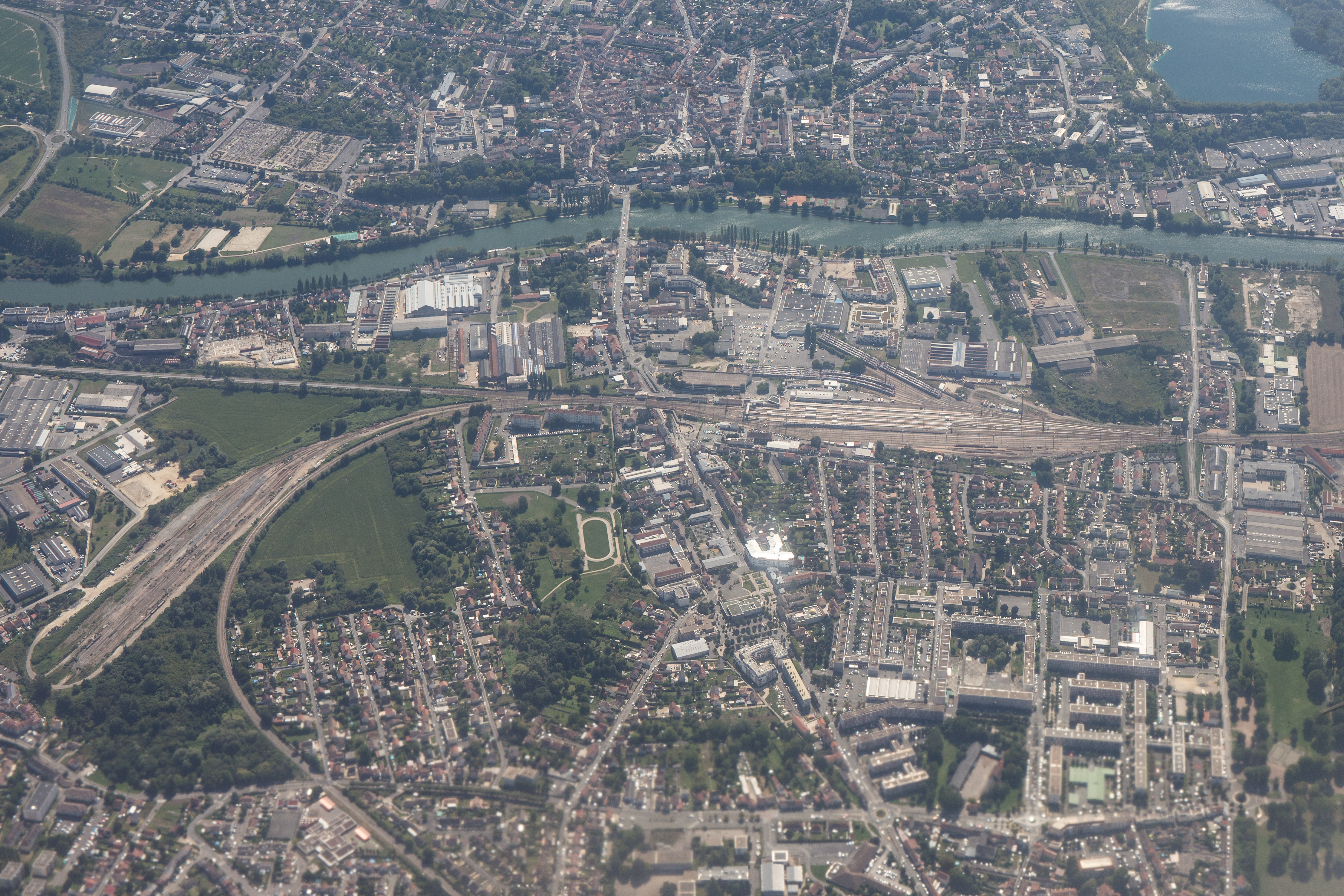
Vue aérienne de Persan en 2019.

### Typologie
Au 1er janvier 2024, Persan est catégorisée centre urbain intermédiaire, selon la nouvelle grille communale de densité à sept niveaux définie par l'Insee en 2022.
Elle appartient à l'unité urbaine de Persan-Beaumont-sur-Oise, une agglomération inter-régionale regroupant six  communes, dont elle est ville-centre,,. Par ailleurs la commune fait partie de l'aire d'attraction de Paris, dont elle est une commune de la couronne,. Cette aire regroupe 1 929 communes,.

### Occupation des sols

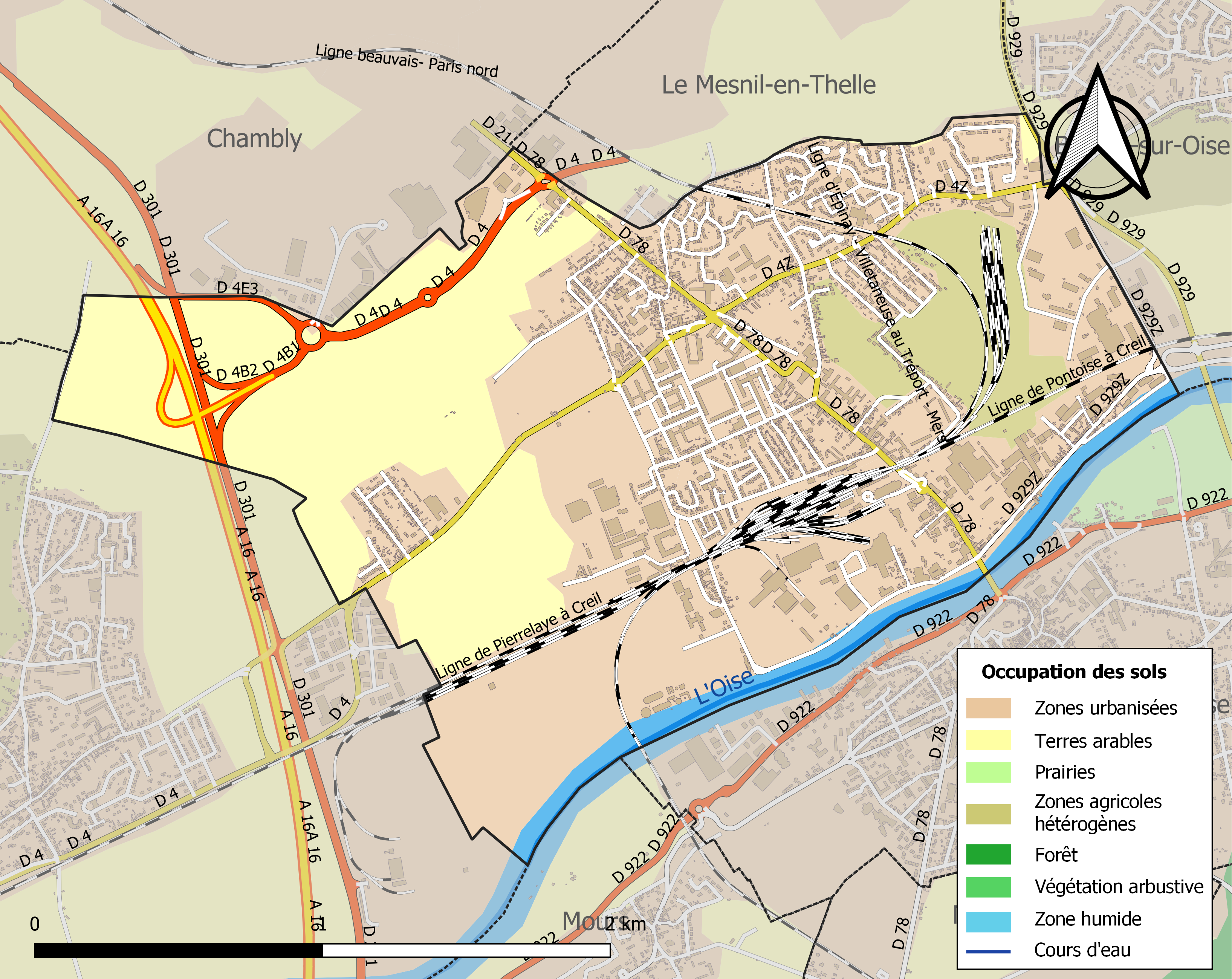
Carte des infrastructures et de l'occupation des sols de la commune en 2018 (CLC).

### Morphologie urbaine
Avec une superficie réduite de 5,14 km2, la majorité du territoire communal est couverte par la ville et les zones industrielles et commerciales. Ne restent que des surfaces agricoles sur le secteur nord-ouest, près du connecteur de l'autoroute avec la RD 4 et du cimetière. Les espaces boisés sont rares. L'Esches est canalisée en ligne droite sur une grande partie de son parcours à travers le territoire communal. Le relief est peu varié, avec une altitude minimale de 24 m à la sortie de l'Oise du territoire communal, alors que la ville est bâtie dans la plaine à une altitude dépassant rarement les 30 m. Le point culminant à l'extrémité nord-ouest du territoire communal atteint 58 m au pied de la butte-témoin du Bois de la Tour du Lay, atteignant 177 m (communes de Ronquerolles et Champagne-sur-Oise).
La ville présente une structure peu homogène du fait de son développement récent à partir d'un petit village, qui subsiste seulement pour partie, au nord-ouest du carrefour RD 4z / RD 78 (rue Carnot, rue Daniel-Ferry). Autour de la mairie, des mesures de requalification de l'espace urbain et plusieurs nouveaux équipements font du lieu le nouveau centre de la vie culturelle et sociale de la commune. Persan se compose de zones pavillonnaires de différentes époques et de quartiers de logements collectifs, dont notamment le grand ensemble du « Village » près du lieu historique du village. Classé en quartier prioritaire, il compte 1 300 logements pour 4 000 habitants sur une superficie d'environ 21 ha. Au nord de la voie ferrée de Beauvais, le quartier « Les Fresnoys », classé en quartier de veille active, compte 290 logements pour 1 000 habitants sur une superficie de 15 ha. Exception faite de ce quartier, la ville reste globalement dans les limites matérialisées par les lignes de chemin de fer au sud et à l'est, et par la limite du département au nord. La continuité urbaine avec Beaumont est toutefois assurée par l'avenue Jean-Jaurès entre la gare et le pont de l'Oise. Dans Persan il existe deux quartiers HLM : Coallia et Les Halages. Les zones d'activités se concentrent de part et d'autre de cette artère, entre la ligne de Pontoise à Creil et la rivière (Z.A. des Bords de l'Oise Est et Ouest), ainsi que de l'autre côté de la voie ferrée à l'est et à l'ouest de la ville (Z.A. de l'Esches et du Chemin Vert). D'autres zones industrielles se situent sur les communes voisines de Champagne et Chambly.

### Quartiers
Dans la ville, il existe plusieurs types de quartier : Les immeubles HLM, les immeubles et les pavillons.
| Quartier               | Logement[Quand ?] | Population[Quand ?] | Type                     | Lieu |
| ---------------------- | ----------------- | ------------------- | ------------------------ | ---- |
| Le Village             | 1 300             | 4 900               | HLM (Immeuble)           | -    |
| Les Fresnoys           | 290               | 1 000               | HLM (Maison et Immeuble) | -    |
| L'Arrieux              | 220               | 770                 | Pavillon et Immeuble     | -    |
| Bry                    | 125               | 610                 | Pavillon                 | -    |
| Résidence Edmond-Denis | 135               | 600                 | HLM (Immeuble)           | -    |
| Coallia                | 120               | 400                 | Immeuble                 | -    |
| Les Halages            | 88                | 270                 | HLM (Immeuble)           | -    |
| La Sablière            | 80                | 230                 | Immeuble                 | -    |

### Habitat et logement
En 2021, le nombre total de logements dans la commune était de 5 523, alors qu'il était de 4 849 en 2016 et de 3 955 en 2011. 
Parmi ces logements, 94 % étaient des résidences principales, 0,3 % des résidences secondaires et 5,6 % des logements vacants. Ces logements étaient pour 33 % d'entre eux des maisons individuelles et pour 66,2 % des appartements. 
Le tableau ci-dessous présente la typologie des logements à Persan en 2021 en comparaison avec celle du Val-d'Oise et de la France entière. Une caractéristique marquante du parc de logements est ainsi la faible proportion des résidences secondaires et logements occasionnels (0,3 %) par rapport au département (1,5 %) et à la France entière (9,7 %). 
| Typologie                                               | Persan | Val-d'Oise | France entière |
| ------------------------------------------------------- | ------ | ---------- | -------------- |
| Résidences principales (en %)                           | 94     | 92,4       | 82,2           |
| Résidences secondaires et logements occasionnels (en %) | 0,3    | 1,5        | 9,7            |
| Logements vacants (en %)                                | 5,6    | 6          | 8,1            |

### Voies de communication et transports

#### Réseau routier
Les principaux axes routiers de Persan sont l'autoroute A16 et l'ancienne route nationale 1, qui se réunissent à Ronquerolles et sont parallèles jusqu'à Mours, d'où elles rejoignent Paris en tronc commun. L'appellation est A 16, puis RN 1 et enfin RD 301 après l'échangeur avec la Francilienne. L'accès le plus proche se trouve à l'extrémité sud-ouest du territoire communal.
Deux routes départementales desservent le centre de Persan. Perpendiculaire à la RN 1, la RD 4 respectivement RD 924 suit un parcours près de la rive droite de l'Oise. En provenance de Chantilly, elle passe par Boran-sur-Oise, Bruyères-sur-Oise, Bernes-sur-Oise, Persan, Champagne-sur-Oise et Parmain. De Bruyères jusqu'à la RN 1, la RD 4 / 924 dispose d'un nouveau tracé évitant les zones habitées. L'ancien tracé, appelé RD 4z, n'est pas interconnecté avec la RN 1, alors que le nouveau tracé ne permet pas de rejoindre Champagne-sur-Oise. La seconde route à traverser le centre de Persan est la RD 78, qui dessert successivement les centres de Chambly et Persan, traverse l'Oise et la ville de Beaumont, puis continue vers Presles : c'est l'ancien tracé de la RN 1. Une autre route franchit l'Oise plus à l'est, à l'extérieur du territoire communal, à savoir la RD 929 en provenance du Mesnil-en-Thelle, établissant le raccordement avec la RD 922 à l'ouest de Beaumont. Cette route suit un parcours près de la rive gauche de l'Oise, et établit la liaison avec L'Isle-Adam au sud-ouest, ainsi qu'avec Noisy-sur-Oise, Asnières-sur-Oise, Viarmes, Luzarches et la RD 316 à l'est.

#### Transports en commun
Relié au réseau ferré dès 1846 avec l'ouverture de la ligne de Paris-Nord à Lille qui passait initialement par Pierrelaye, Persan est devenu un nœud ferroviaire avec l'ouverture de la ligne de Paris au Tréport-Mers par Beauvais et connait assez tôt un essor industriel.
En gare de Persan - Beaumont, deux lignes de chemin de fer se croisent. La première est la ligne de Paris-Nord au Tréport-Mers par Beauvais, où l'offre se compose de TER Picardie sans arrêt entre Paris et Persan-Beaumont, puis semi-directs ou omnibus jusqu'à Beauvais, ainsi que de trains Transilien Paris-Nord - Persan-Beaumont. Ces trains de la ligne H du Transilien sont semi-directs en heure de pointe, et omnibus le reste du temps. Ils mettent 42 min respectivement 45 min pour la totalité du trajet, alors que les TER mettent environ 30 min. Par contre, les Transilien circulent toutes les 30 min (avec quelques renforts en heure de pointe), et les TER seulement toutes les 60 min. À noter l'existence de TER supplémentaires en heure de pointe, qui sont sans arrêt entre Paris et Chambly. La seconde ligne desservant l'agglomération est la ligne de Pontoise à Creil, desservie uniquement par des trains omnibus assurant un service de proximité, notamment vers L'Isle-Adam - Parmain, Boran-sur-Oise et Précy-sur-Oise. Cette offre est complétée par la ligne ligne Express à destination de Roissypôle par Asnières-sur-Oise, Viarmes et Luzarches, fonctionnant tous les jours de l'année.
Sur le plan local, Persan dispose de deux lignes de bus appartenant au réseau intercommunal « Bus Haut Val-d'Oise », sans mentionner les lignes partant de la gare SNCF sans desservir d'autres arrêts sur la commune. Depuis la réorganisation du réseau au 10 avril 2012, les itinéraires tout comme les horaires ont été simplifiés, mais le nombre des arrêts a été réduit, et le centre-ville de Persan n'est plus relié aux communes voisines de Beaumont-sur-Oise, Bernes-sur-Oise et Bruyères-sur-Oise. Les bus sont désormais pensés pour assurer la correspondance avec les trains, tout au long de la journée. Pour atteindre les autres localités, un changement à la gare s'impose. Le centre-ville est desservi par la ligne A qui fonctionne à raison de vingt-et-un aller-retours du lundi au vendredi, dix-sept aller-retours le samedi et onze aller-retours les dimanches. La desserte est cadencée à l'heure le week-end uniquement. La ligne C assure la desserte de Champagne-sur-Oise, mais passe par trois arrêts partagés avec la ligne A et situés en périphérie sud-ouest de la ville. La commune est desservie, en 2023, par la ligne 1 du réseau Pass Thelle Bus.

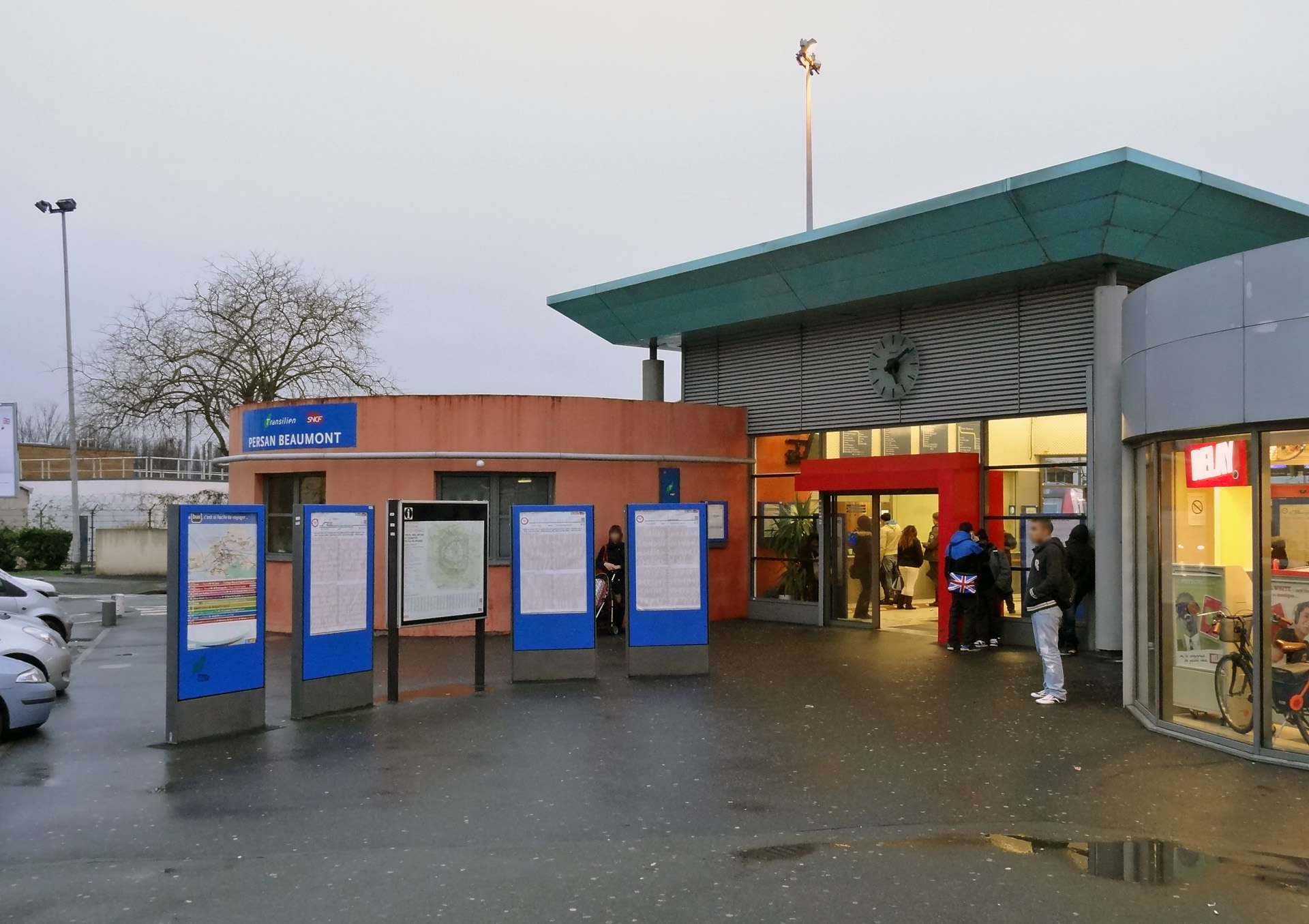
Nouveau bâtiment voyageurs de la gare de Persan - Beaumont.
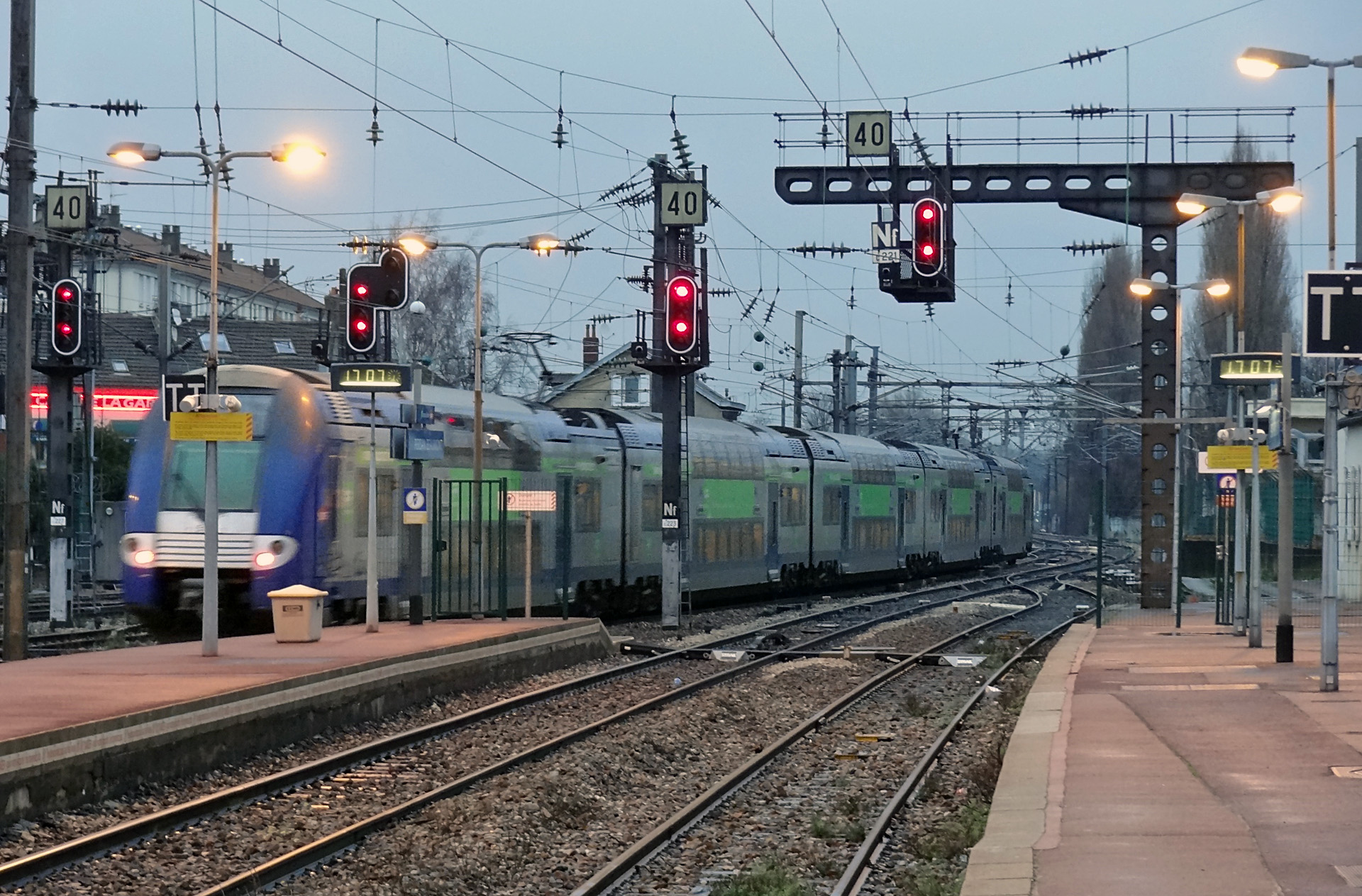
Un train TER Picardie entre en gare.
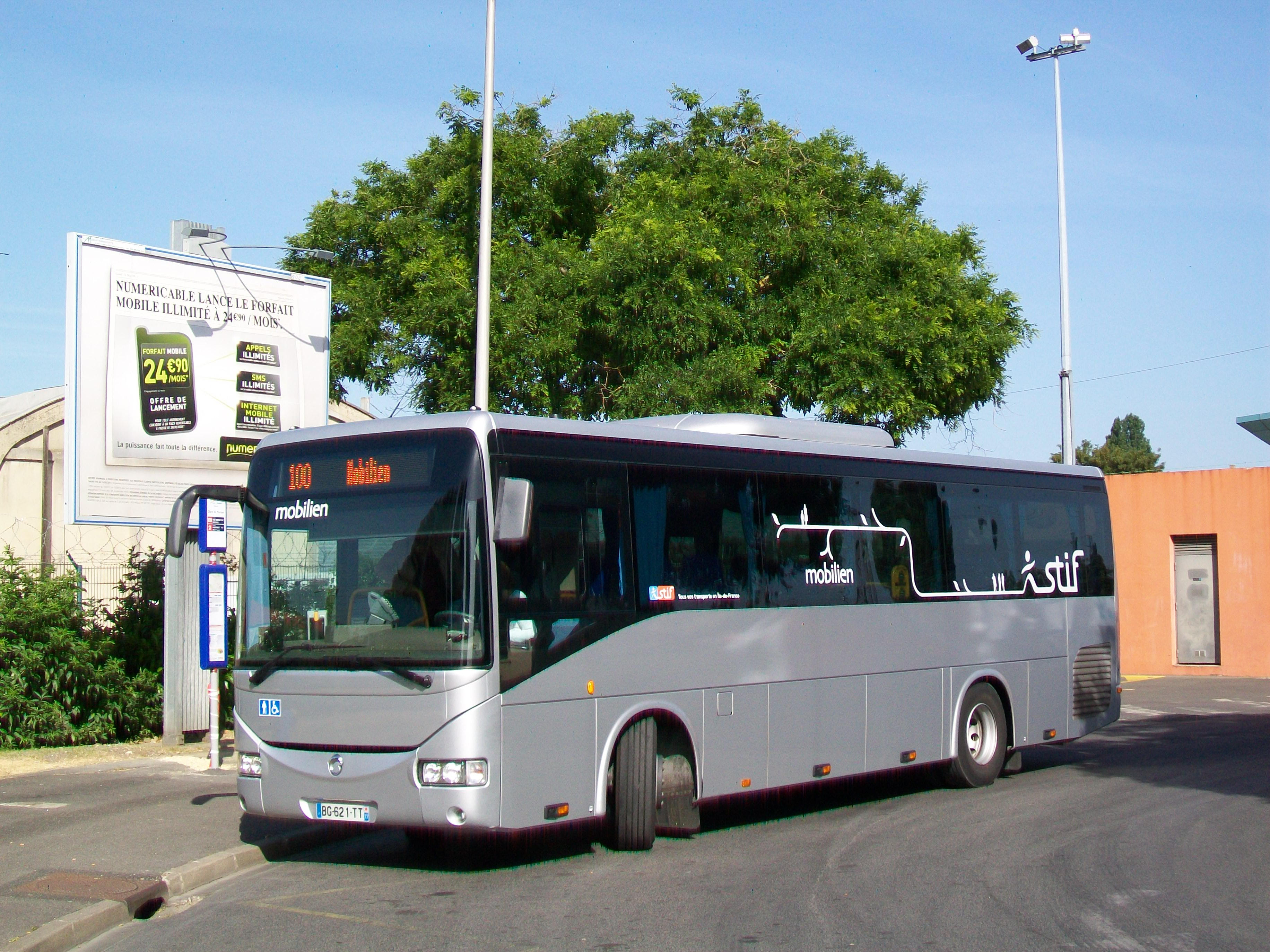
Autocar de la ligne 100.

## Toponymie
Parcentum en 1194, Parcench en 1237.

## Histoire

### Le château de Persan

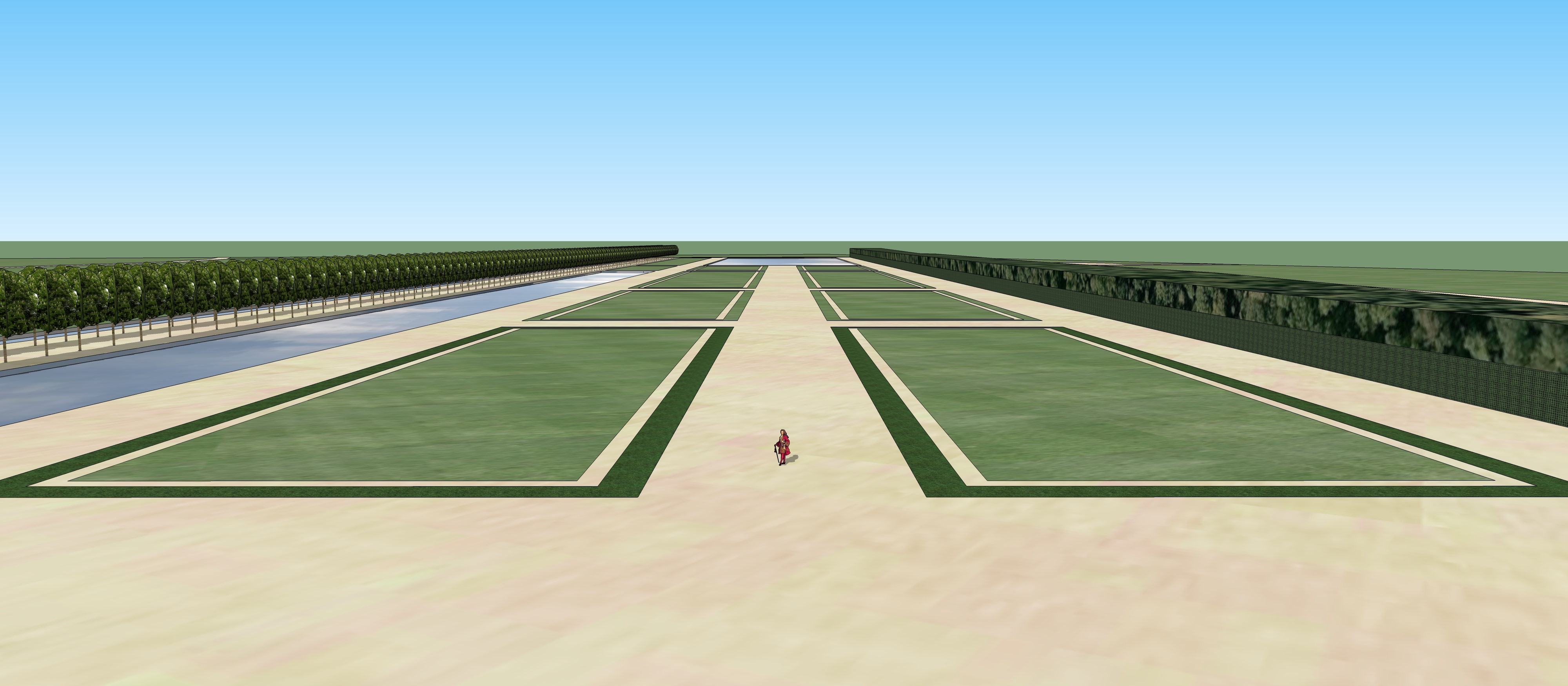
Schéma de la perspective sur le jardin depuis le premier étage du château de Persan. XVIIIe siècle.

Aujourd’hui disparu, le château de Persan, comme beaucoup de châteaux du XVIIe siècle, témoignait de la révolution intellectuelle et artistique de l'époque, de la recherche de la beauté sous toutes ses formes.
Dans un texte en ancien français, trouvé dans les Preuves pour l’Ordre de Malte[réf. non conforme], un château y est décrit de la façon suivante:
« … fort noble et ancien, accompagné de grands cors d’hostels, tours, donjons couverts d’ardoizes, fossez, jardins et parcq où en plusieurs endroits nous avons vu une quantité d’escussons timbrés les uns fassez d’argent et d’azur de 6 pièces avec le collier de l’Ordre du Roy que l’on nous a dit estre les Armes de messire Loys de Vaudetar chevalier, seigneur de Pouilly et baron dudit Persan […]les Armes de Dame Jeanne Boylève, femme de Messire Roger de Vaudetar bisayeul et bisayeule maternelle (du dit présenté) […] Loys de Vaudetar et Dame Nicolaï son épouse […]»
La baronnie de Persan appartint à Nicolas Doublet (1616-1695), secrétaire du Roi, qui eut quatre fils, dont l'aîné Nicolas (II) Doublet (1659-1728), conseiller au parlement de Paris. Le fils de Nicolas (II), Nicolas (III) Doublet (1691-1757) fut conseiller du roi et maître des Requêtes. Enfin, le fils de ce dernier, Anne-Nicolas Doublet, baptisé à Paris paroisse Saint-Paul le 29 juillet 1728, fut conseiller au Parlement et commissaire aux Requêtes du Palais. Il reçut des lettres de marquisat en mai 1763, registrées au Parlement le 5 septembre 1763 (EricThiou, Dictionnaire des titres, 190). Le 29 octobre 1790, devant le notaire Denis Trutat, Anne-Nicolas vendit son marquisat de Persan au chancelier René Nicolas de Maupeou, pour la somme de 710 000 livres (Archives nationales, MC/ET/LVIII/567).

### Seconde Guerre mondiale

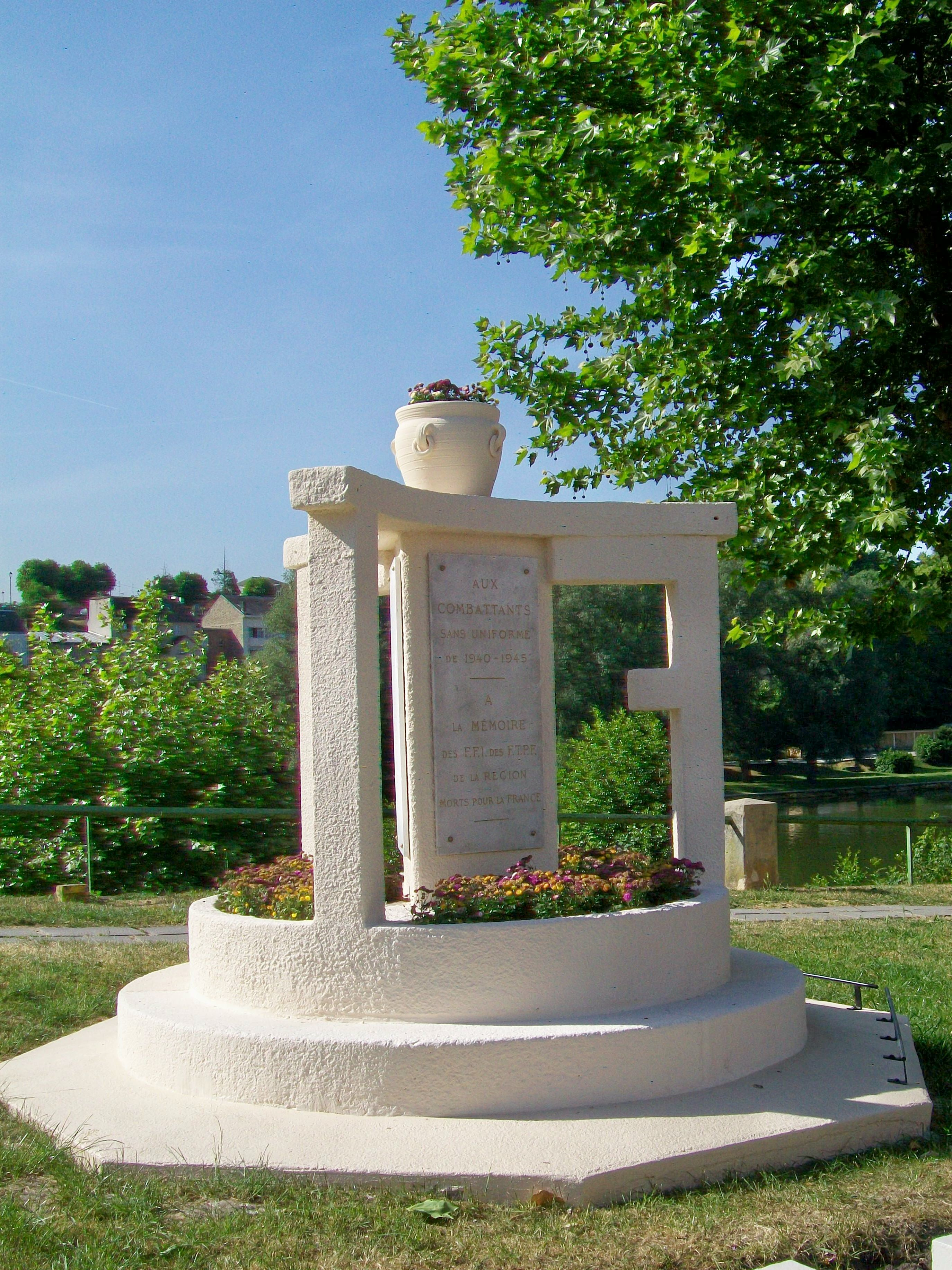
Monument aux morts de la 2e Guerre mondiale.

Le 19 juin 1944, lors des combats pour la Libération de la France, a lieu la bataille de Ronquerolles, en limite des communes de Ronquerolles, Bornel, Belle-Église et d'Hédouville, entre un petit groupe de Résistants Français et les troupes d'occupation et de répression allemandes de la  Sicherungs-Regiment 6, évaluées à 3 bataillons, soit de 800 à 1 000 hommes. Sur 17 résistants arrêtés par les Allemands, 11 sont fusillés à l'Isle-Adam et 2 sont déportés,,,,,.

## Politique et administration

### Rattachements administratifs et électoraux
Antérieurement à la loi du 10 juillet 1964, la commune faisait partie du département de Seine-et-Oise. La réorganisation de la région parisienne en 1964 fit que la commune appartient désormais au département du  Val-d'Oise et à son arrondissement de Pontoise, après un transfert administratif effectif au 1er janvier 1968. Pour l'élection des députés, elle fait partie de la première circonscription du Val-d'Oise.
La commune faisait partie de 1801 à 1967 du canton de L'Isle-Adam de Seine-et-Oise. Lors de la mise en place du Val-d'Oise, elle est rattachée au canton de Beaumont-sur-Oise. Dans le cadre du redécoupage cantonal de 2014 en France, elle intègre un canton de L'Isle-Adam, dont les limites sont remaniées.

### Intercommunalité
La commune fait partie de la communauté de communes du Haut Val-d'Oise, un établissement public de coopération intercommunale (EPCI) à fiscalité propre créée fin 2004 et auquel la commune a transféré un certain nombre de ses compétences, dans les conditions déterminées par le code général des collectivités territoriales.

### Tendances politiques et résultats
Lors du premier tour des élections municipales de 2014 dans le Val-d'Oise, la liste UMP-UDI menée par Alain Kasse — qui bénéficiait du soutien de l'ancien maire Arnaud Bazin, le maire sortant Philippe Cousin ne se représentant pas — obtient la majorité absolue des suffrages exprimés, avec 1 767 voix, 63,42 %, 28 conseillers municipaux élus dont 7 communautaires), devançant très largement celle PS menée par Michelle Rinaldelli (616 voix, 22,11 %, 3 conseillers municipaux élus). 
La troisième liste, SE, menée par Karim Aichi, a obtenu 403 voix (14,46 %, 2 conseillers municipaux élus), lors d'un scrutin où 44,06 % des électeurs se sont abstenus).
Lors du premier tour des élections municipales de 2020 dans le Val-d'Oise, la liste DVD menée par le maire sortant  Alain Kasse obtient la majorité absolue des suffrages exprimés, avec 1 085 voix (58,90  %, 27 conseillers municipaux élus dont 11 communautaires), devançant très largement les listes menées respectivement par : 

- Leïla Saïb (LFI, PCF, PG, 402 voix, 21,82 %, 3 conseillers municipaux élus dont 1 communautaire) ;

- Sébastien Lombard (PS-EELV, 355 voix, 19,27 %, 3 conseillers municipaux dont 1 communautaire).

Lors de ce scrutin marqué par la pandémie de Covid-19 en France, 67,20 % des électeurs se sont abstenus.
À la suite d'importantes tensions au sein du conseil municipal, 18 conseillers municipaux initialement membres de la majorité démissionnent en septembre 2022, entrainant l'organisation de nouvelles élections municipales les 6 et 13 novembre 2022,. Au second tour de ces élections, la liste menée par Valentin Ratieuville — qui n'avait pas été élu au premier tour car il lui avait alors manqué 14 voix pour cela — a recueilli 1 311 voix (49,68 % des suffrages exprimés, 25 conseillers municipaux élus)), devançant la liste de gauche menée par Sébastien Lombard (515 voix, 25,31 %, 4 conseillers municipaux élus) et la liste du maire sortant Alain Kasse (509 voix, 25,01 % , 4 conseillers municipaux élus)
Lors de ce scrutin, environ 70 % des électeurs se sont abstenus

### Liste des maires
| Période                                  | Période                       | Identité                          | Étiquette         | Qualité |
| ---------------------------------------- | ----------------------------- | --------------------------------- | ----------------- | --- |
| Les données manquantes sont à compléter. |                               |                                   |                   | |
|                                          |                               |                                   |                   | |
| 1820                                     | 1837                          | Charles Duquesnel fils            |                   | |
| 1837                                     | 1846                          | Germain Blot                      |                   | |
| 1846                                     | 1854                          | André Fimbel                      |                   | |
| 1854                                     | 1855                          | François Blot fils                |                   | |
| 1855                                     | 1856                          | Alphonse Lyon                     |                   | |
| 1857                                     | 1865                          | Jean-Jacques Rousseau de Lafargue |                   | |
| 1865                                     | 1871                          | Antoine Magaud                    |                   | |
| 1871                                     | 1882                          | Félix Fortrait                    |                   | |
| 1882                                     | 1891                          | Victor Bouchard                   |                   | |
| 1891                                     | 1892                          | Michel Bail                       |                   | |
| 1892                                     | mai 1899                      | Victor Bouchard                   |                   | |
| mai 1899                                 | mai 1908                      | Jacques Vogt                      | POF               | Employé de bureau aux Forges de Persan |
| mai 1908                                 | 1910                          | M. Chenevay                       | Droite ou radical | |
| 1910                                     | janvier 1915                  | Jacques Vogt                      | SFIO              | Employé de bureau aux Forges de Persan Mort en fonction |
| 1915                                     | 1941                          | Albert Leyge,                     | SFIO              | Négociant, fondateur de la société coopérative La Familière Conseiller d'arrondissement de L'Isle-Adam (1919 → 1931)                                                                            |
| 1941                                     | 1945                          | Pierre Jolly                      |                   | |
| 1945                                     | 1951                          | Gaston Vermeire                   | PCF               | |
| 1951                                     | avril 1963                    | Maurice Peuch                     | PCF               | Dessinateur SNCF Démissionnaire |
| avril 1963                               | mars 1971                     | Urbain Léger                      |                   | |
| mars 1971                                | juin 1979                     | Fernand Chatelain                 | PCF               | Instituteur Sénateur du Val-d'Oise (1968 → 1979) Mort en fonction |
| 1979                                     | juin 1995                     | Robert Lebastard                  | PCF               | Ouvrier Conseiller général de Beaumont-sur-Oise (1973 → 1992) Président du club cycliste de Persan (1956 → 2006)                                                                                |
| juin 1995                                | mai 2011                      | Arnaud Bazin                      | DVD               | Vétérinaire Conseiller général de Beaumont-sur-Oise (1998 → 2015) Président du conseil général puis départemental (2011 → 2017) Président de la CC Haut Val-d'Oise (2014 → 2017) Démissionnaire |
| mai 2011                                 | mars 2014                     | Philippe Cousin                   | DVD               | Ancien premier adjoint |
| mars 2014,                               | novembre 2022                 | Alain Kasse                       | DVD               | Retraité, ancien adjoint Vice-président de la CC du Haut Val-d'Oise (2014 → 2022) Mandat écourté par la démission d'une partie du conseil municipal.                                            |
| novembre 2022                            | En cours (au 16 février 2023) | Valentin Ratieuville              | LR                | Pédicure podologue Vice-président de la CC du Haut Val-d'Oise (2022 → ) |

## Équipements et services publics
La commune compte de nombreux équipements et services publics.

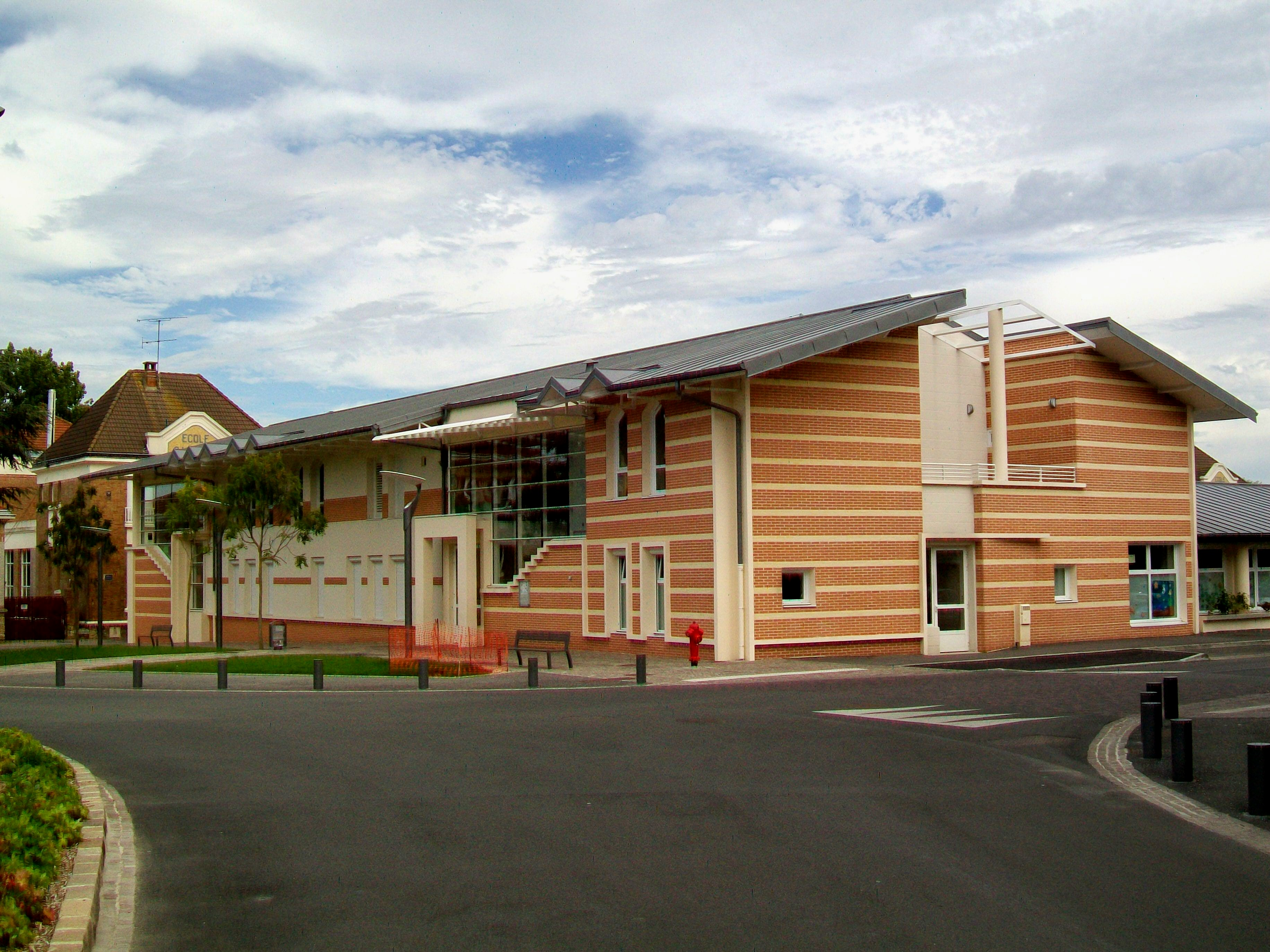
Centre de loisirs et crèche
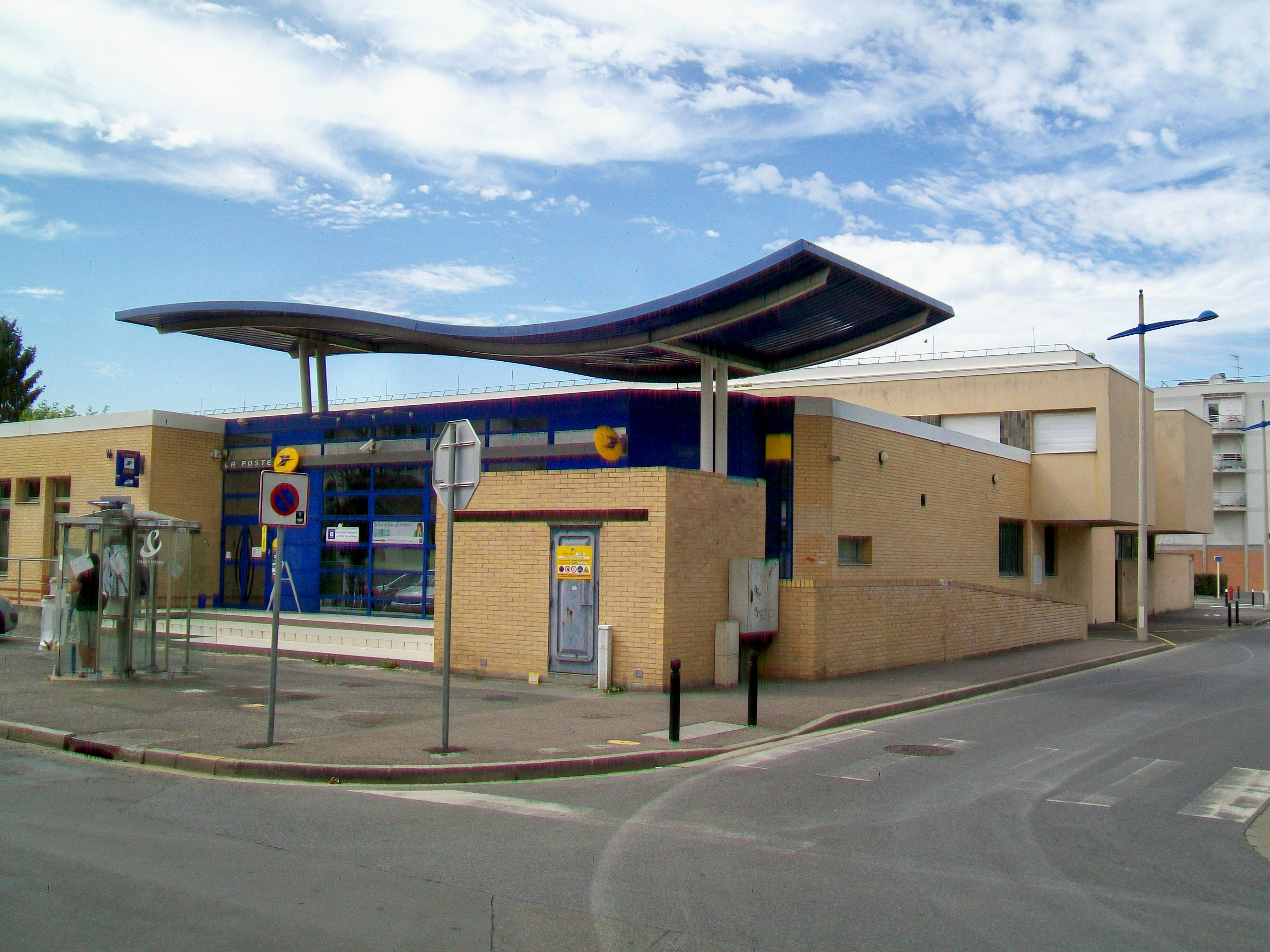
Bureau de poste
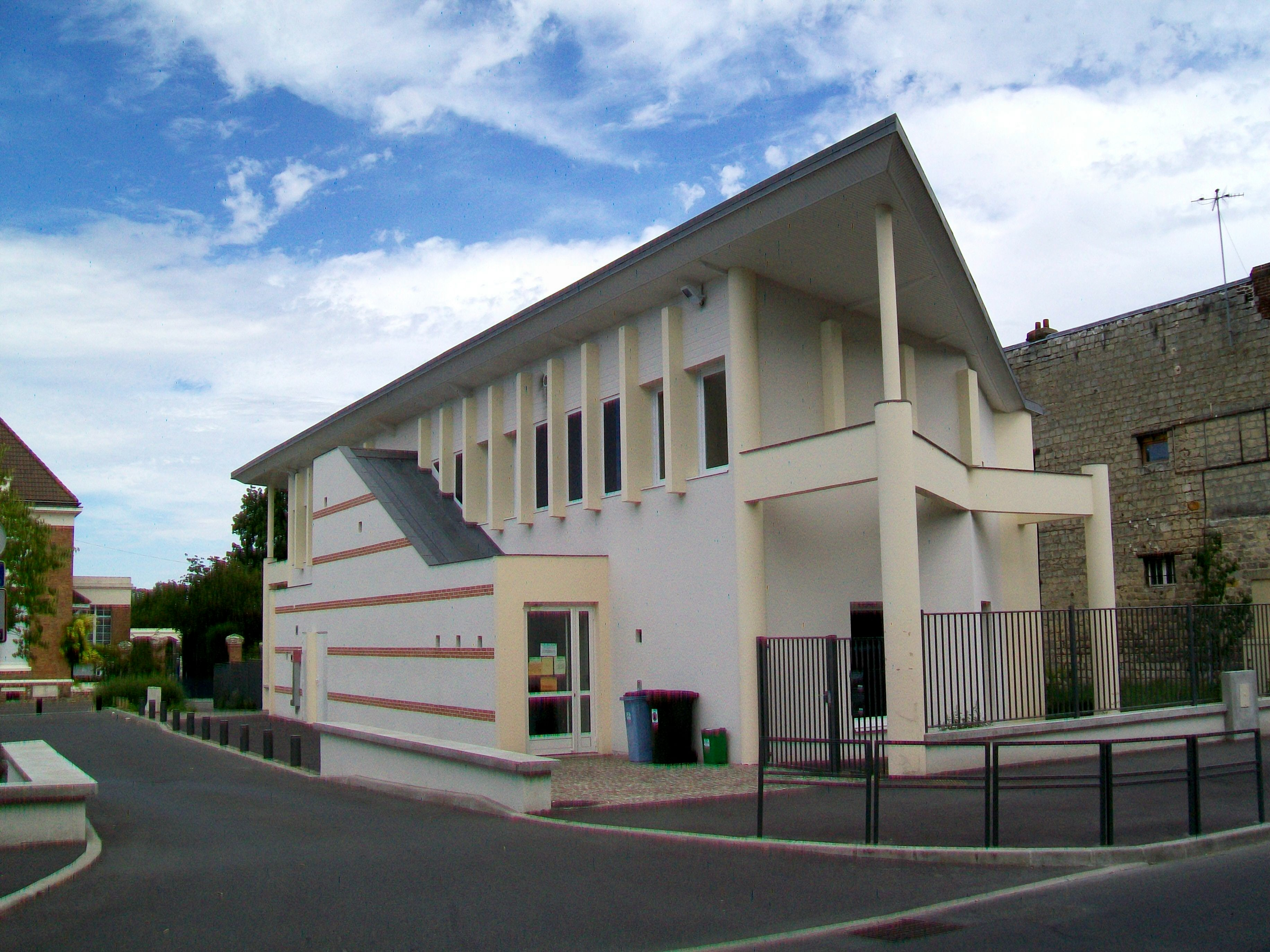
Maison de la justice et du droit.
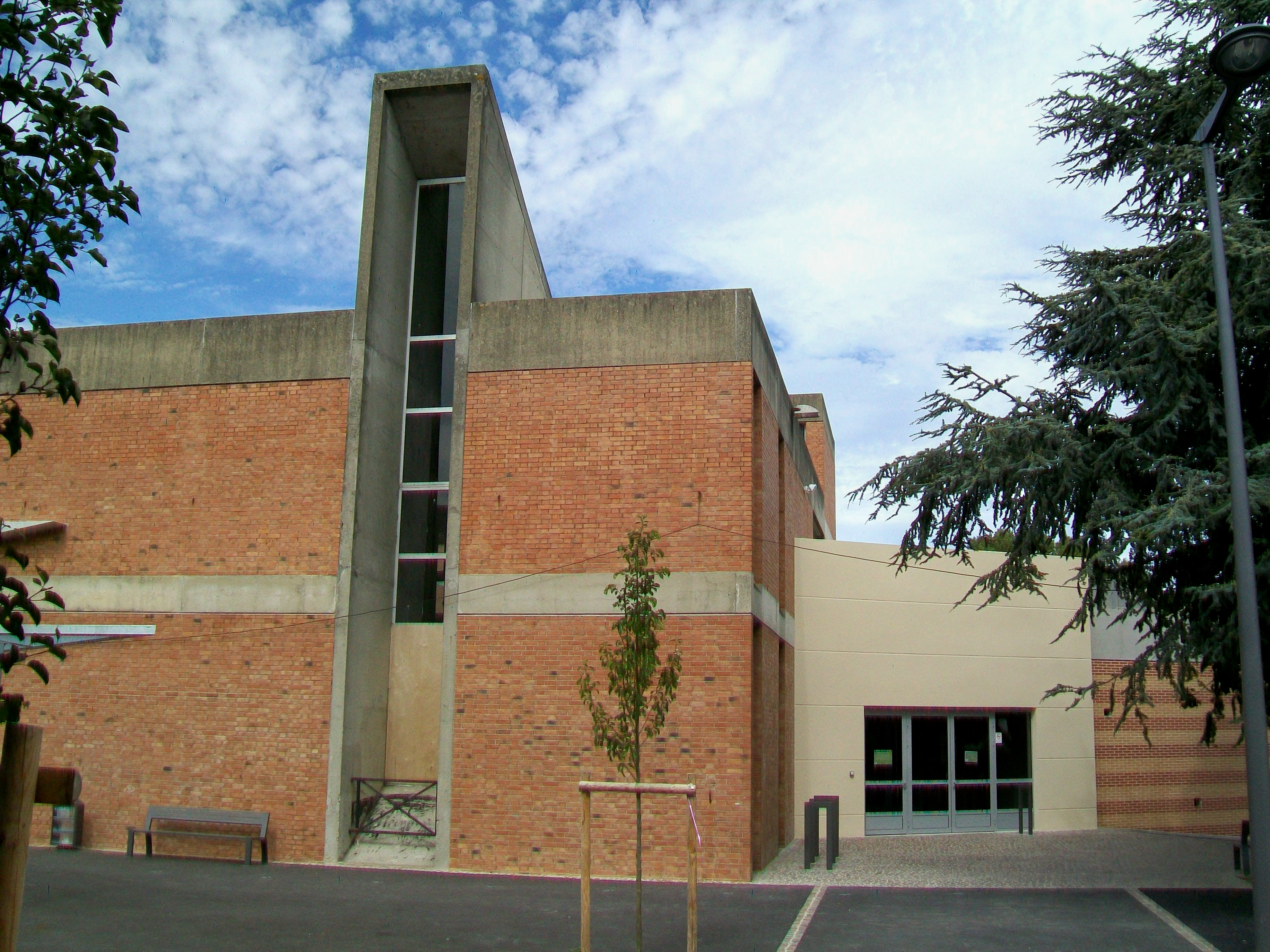
La médiathèque Boris-Vian.
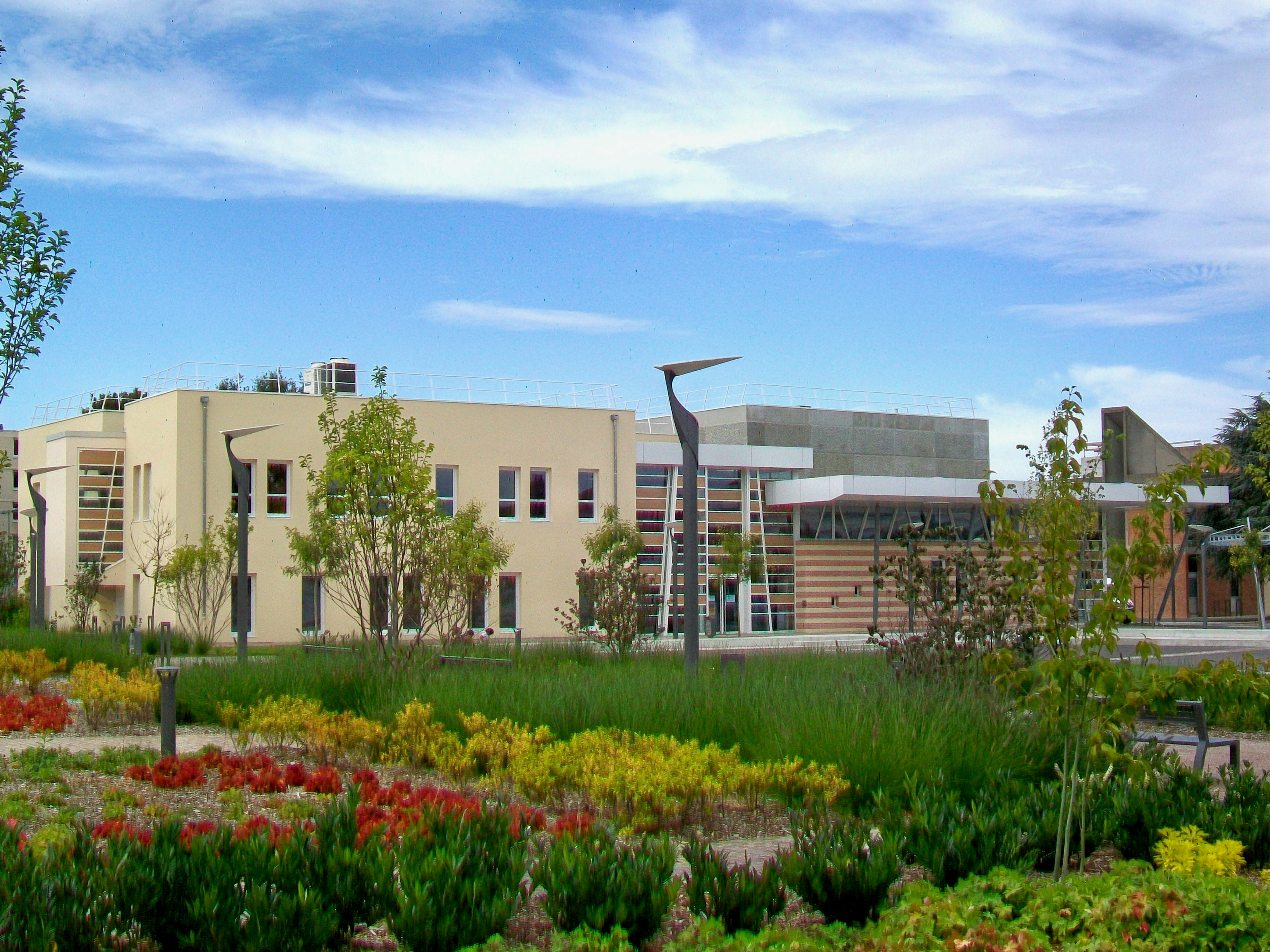
Le Conservatoire à Rayonnement Communal.

### Enseignement
Persan est dans l'Académie de Versailles.
À Persan compte sept établissements scolaires[Quand ?] dont une crèche, cinq écoles publiques (4 élémentaires et une maternelle) et un collège.
Crèche :
- crèche La Ribambelle.

École maternelle :
- école Étienne-Dolet (maternelle).

École élémentaire :

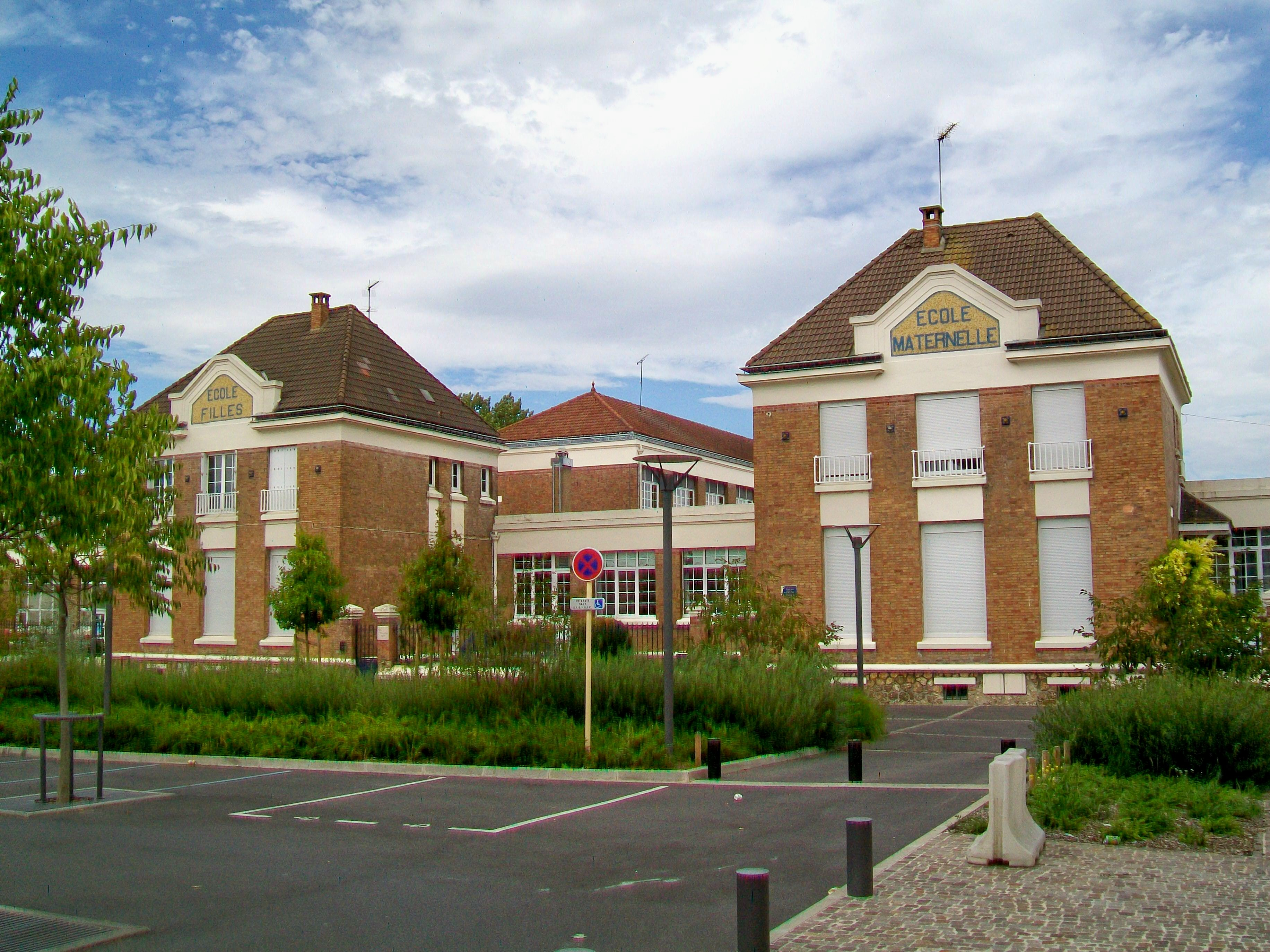
Le groupe scolaire avenue Gaston-Vermeire.

- école Émilie-Carles (primaire et maternelle) ;
- école Jean-Jaurès (primaire et maternelle) ;
- école Paul-Éluard (primaire et maternelle) ;
- école Simone-Veil (primaire et maternelle), ouverte en 2020 dans le nouveau quartier des bords de l’Oise[48].

Collège :
- collège Georges-Brassens, qui a obtenu en 2016 le titre de triple champion de France scolaire (Unss) en athlétisme[49].

La construction d'un second collège est prévue en 2023 pour 650 élèves, dans le quartier du Val-de-Persan, près du futur parc urbain de 4 hectares et du stade Louis-Odinot.

### Culture
La commune dispose d'un Conservatoire à Rayonnement Communal,d'une maison des jeunes et de la culture, avenue Gaston-Vermeire, ainsi que de la médiathèque-artothèque Boris-Vian. L'artothèque, créée en 2012, était alors le premier équipement de ce type du Val-d'Oise et prète des œuvres d'art aux particuliers, professions libérales et  entreprises qui le souhaitent.

### Justice, sécurité, secours et défense
La commune s'est dotée d'un service de police municipale, avec en 2020 deux agents de surveillance de la voie publique et de 8 policiers municipaux. De nouveaux locaux sont aménagés en 2022 rue Pierre-Brossolette, en face de l'hôtel-de-ville, comprenant un centre de surveillance urbaine, et deux postes supplémentaires de policiers municipaux sont créés en 2021. La vidéosurveillance a commencé à être installée dans la ville début 2020 et devrait atteindre rapidement 55 caméras.
Elle a équipé en 2020 les gendarmes de sa brigade territoriale autonome (Bta) de 8 caméras piétons.
Une maison de la justice et du droit, située 82, avenue Gaston-Vermeire, assiste les habitants de Persan en matière de conseils juridiques.

## Population et société

### Démographie

#### Évolution démographique
L'évolution du nombre d'habitants est connue à travers les recensements de la population effectués dans la commune depuis 1793. Pour les communes de plus de 10 000 habitants les recensements ont lieu chaque année à la suite d'une enquête par sondage auprès d'un échantillon d'adresses représentant 8 % de leurs logements, contrairement aux autres communes qui ont un recensement réel tous les cinq ans,.

En 2022, la commune comptait 14 348 habitants, en évolution de +13,29 % par rapport à 2016 (Val-d'Oise : +4 %, France hors Mayotte : +2,11 %).
| 1793 | 1800 | 1806 | 1821 | 1831 | 1836 | 1841 | 1846 | 1851 |
| ---- | ---- | ---- | ---- | ---- | ---- | ---- | ---- | ---- |
| 255  | 307  | 348  | 301  | 359  | 339  | 350  | 380  | 501  |

| 1856 | 1861 | 1866  | 1872  | 1876  | 1881  | 1886  | 1891  | 1896  |
| ---- | ---- | ----- | ----- | ----- | ----- | ----- | ----- | ----- |
| 718  | 829  | 1 120 | 1 240 | 1 458 | 1 553 | 1 731 | 1 820 | 2 092 |

| 1901  | 1906  | 1911  | 1921  | 1926  | 1931  | 1936  | 1946  | 1954  |
| ----- | ----- | ----- | ----- | ----- | ----- | ----- | ----- | ----- |
| 2 636 | 3 149 | 3 198 | 3 740 | 4 068 | 4 275 | 4 064 | 3 726 | 4 473 |

| 1962  | 1968  | 1975  | 1982   | 1990   | 1999  | 2005   | 2006   | 2011   |
| ----- | ----- | ----- | ------ | ------ | ----- | ------ | ------ | ------ |
| 5 196 | 6 587 | 9 347 | 10 045 | 10 659 | 9 600 | 10 133 | 10 138 | 10 790 |

| 2016   | 2021   | 2022   | - | - | - | - | - | - |
| ------ | ------ | ------ | - | - | - | - | - | - |
| 12 665 | 13 996 | 14 348 | - | - | - | - | - | - |

Persan est la commune du Haut Val-d’Oise la plus peuplée du secteur, et poursuit sa croissance démographique avec 13 440 habitants en 2018  (+ 5,5 % en un an et + 13 % en cinq ans), favorisée par la présence d'une gare importante, un bon cadre de vie et des prix immobiliers jugés accessibles, et la commune souhaite encadrer et organiser cette croissance.

#### Pyramide des âges
La population de la commune est relativement jeune.
En 2018, le taux de personnes d'un âge inférieur à 30 ans s'élève à 45,7 %, soit au-dessus de la moyenne départementale (41,2 %). À l'inverse, le taux de personnes d'âge supérieur à 60 ans est de 14,4 % la même année, alors qu'il est de 18,7 % au niveau départemental.
En 2018, la commune comptait 6 711 hommes pour 6 675 femmes, soit un taux de 50,13 % d'hommes, légèrement supérieur au taux départemental (48,58 %).
Les pyramides des âges de la commune et du département s'établissent comme suit.
| Hommes | Classe d’âge | Femmes |
| ------ | ------------ | ------ |
| 0,2    | 90 ou +      | 0,7    |
| 3,2    | 75-89 ans    | 3,7    |
| 10,2   | 60-74 ans    | 10,9   |
| 17,7   | 45-59 ans    | 17,1   |
| 22,5   | 30-44 ans    | 22,5   |
| 20,9   | 15-29 ans    | 21,0   |
| 25,3   | 0-14 ans     | 24,1   |

| Hommes | Classe d’âge | Femmes |
| ------ | ------------ | ------ |
| 0,4    | 90 ou +      | 1,1    |
| 4,5    | 75-89 ans    | 6      |
| 12,7   | 60-74 ans    | 13,6   |
| 19,2   | 45-59 ans    | 19     |
| 20,8   | 30-44 ans    | 21,1   |
| 19,6   | 15-29 ans    | 18,5   |
| 22,8   | 0-14 ans     | 20,7   |

### Sports et loisirs
La ville accueille plusieurs clubs de sport : judo, kick boxing, basket (Entente Sportive de Chambly-Persan Basket-Ball), rugby, handball, football (USP 03 Persan Football, Association Sportive et Culturelle des Portugais de Persan), tennis, danse, pêche, cyclisme....

### Médias
La commune est dans l'aire de diffusion de la radio locale associative Alternative Fm.

### Cultes

Lieux de cultes
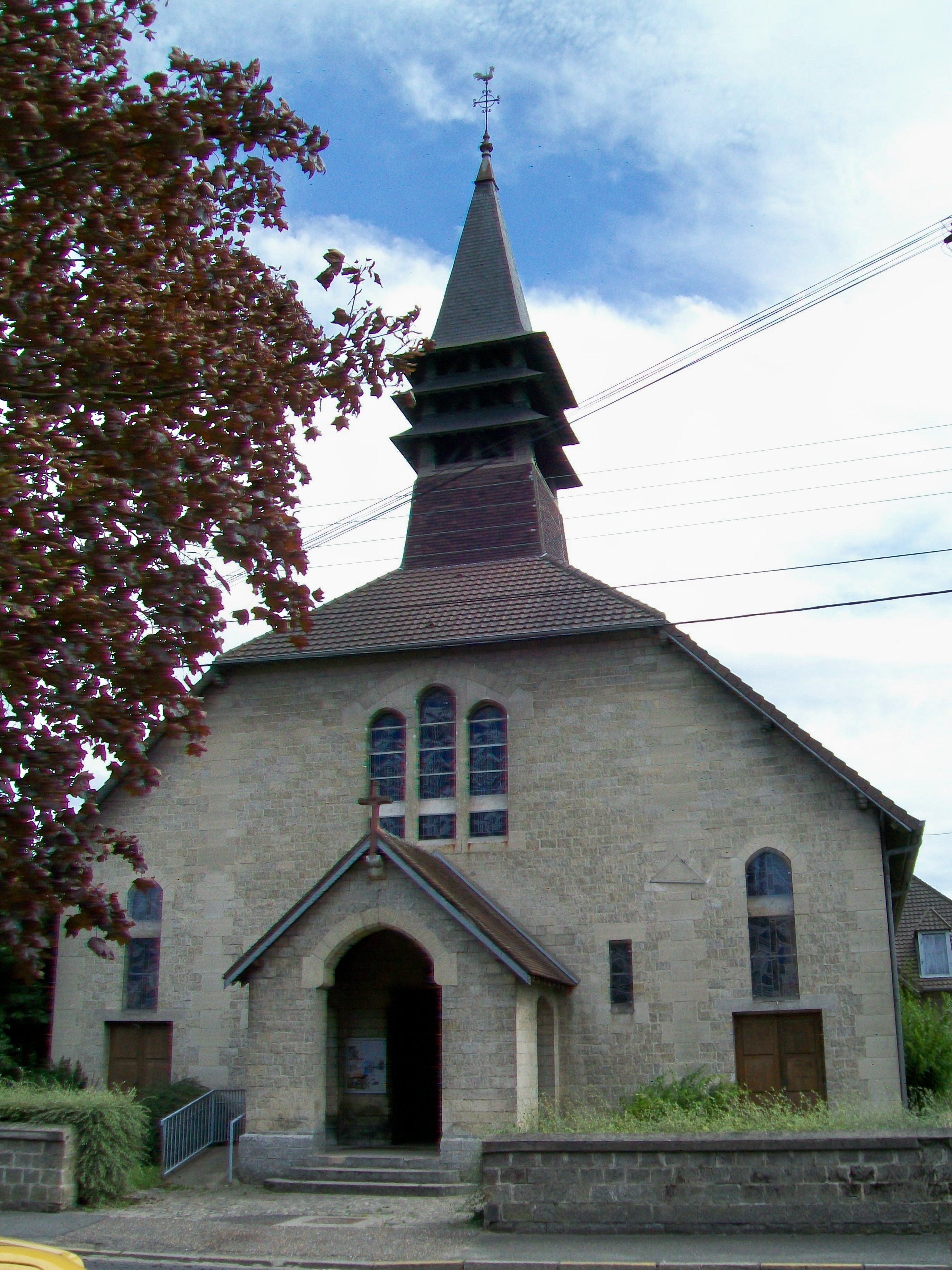
Église Saint-Germain, façade nord-ouest.
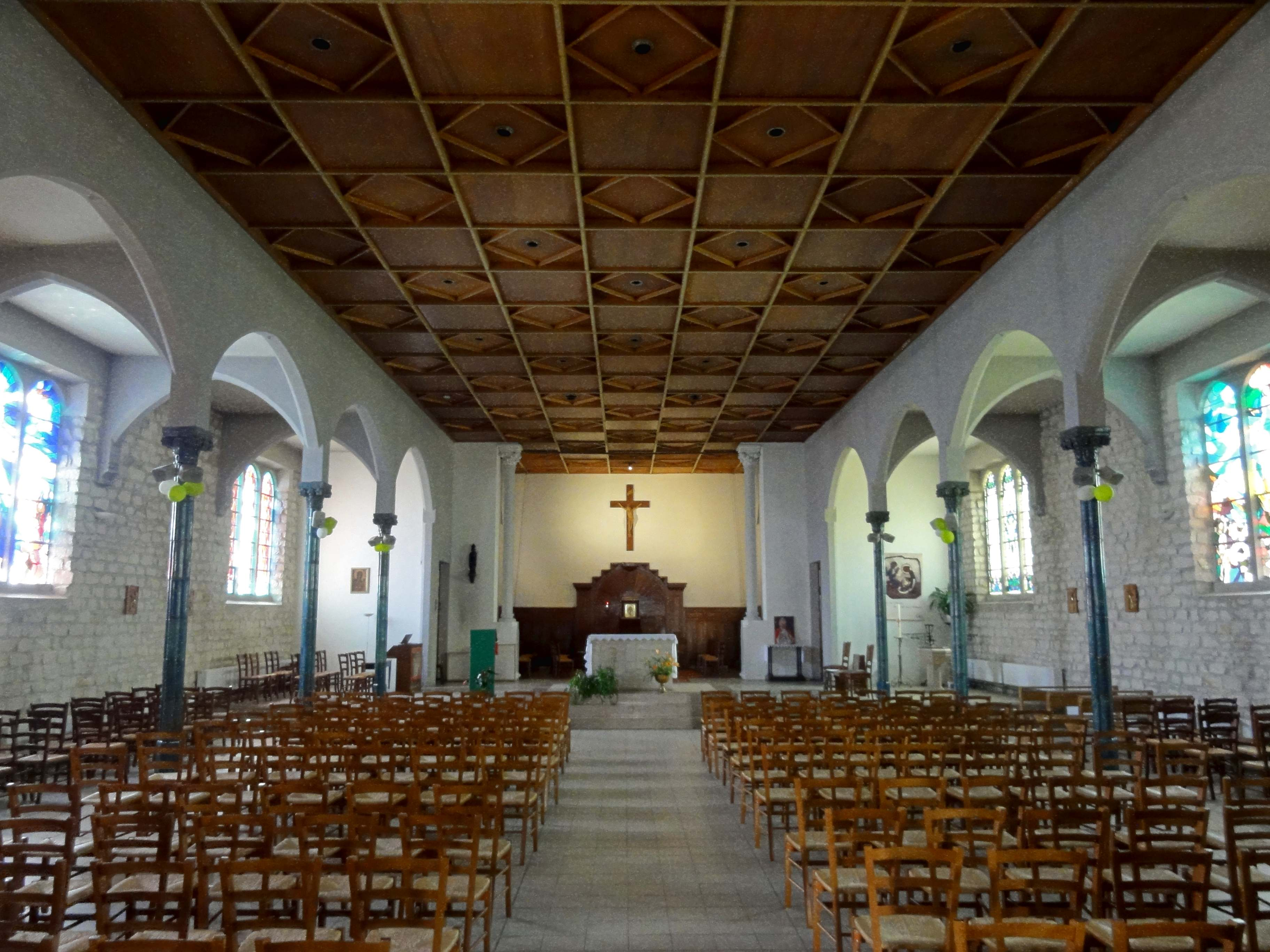
La nef de l'église.
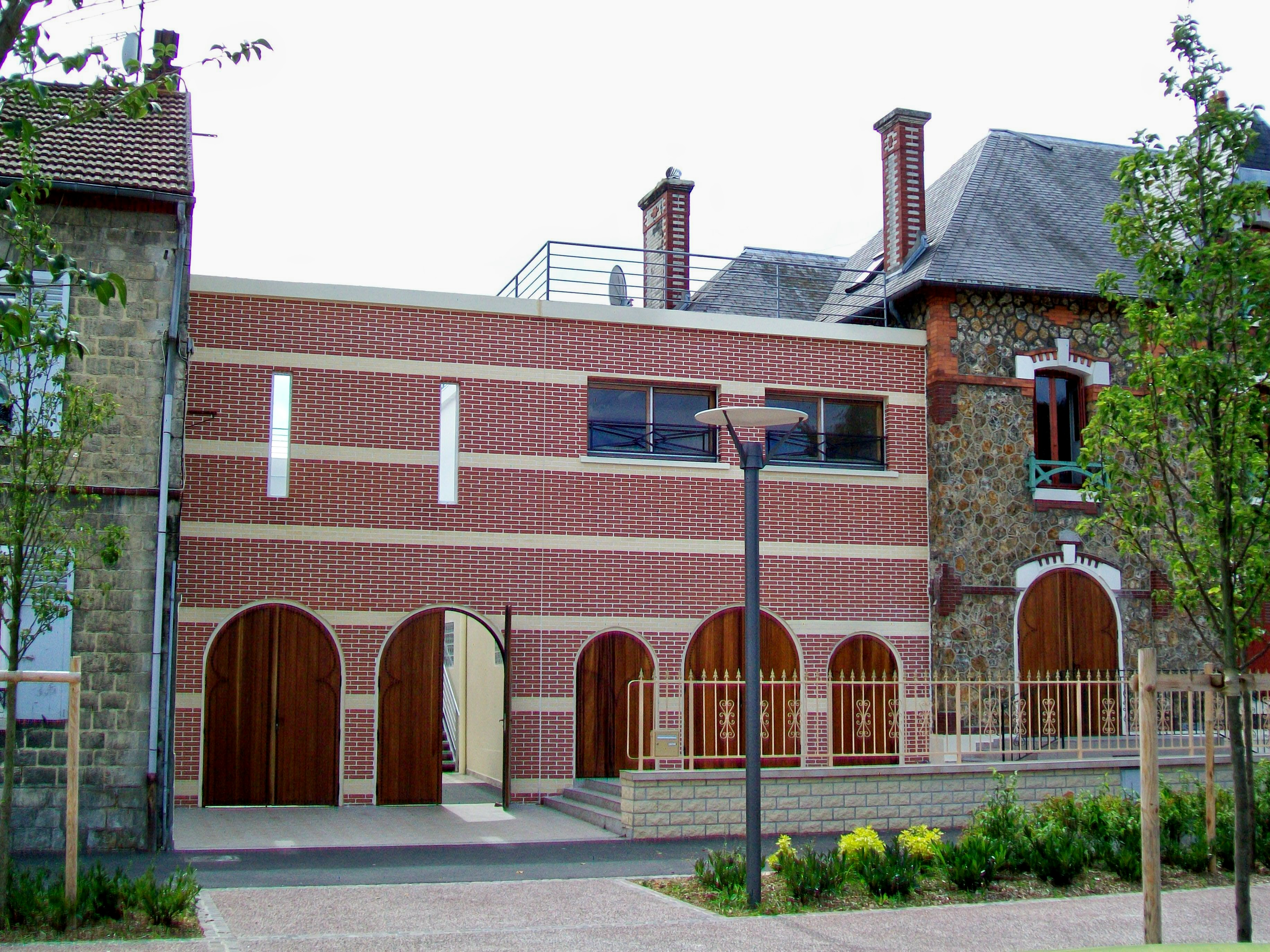
La mosquée, avenue Gaston-Vermeire, près de la mairie.

## Économie

### Commerce
Il y a 7 commerces à Persan[Quand ?][réf. nécessaire].
- Cocci Market
- E Leclerc
- Iscan
- Litrimarché
- O' Marché Frais
- Picard
- Sfordus Market

Persan dispose d'un marché bi-hebdomadaire qui se tient les dimanches et mercredis matin.
En 2019, la ville a suscité l'implantation d'un quatrième distributeur de billets, gérés par la Société générale, sur le parvis de la mairie, qui se rajoute aux deux de La Poste et à celui de la galerie marchande de l'hypermarché Leclerc.

## Culture locale et patrimoine

### Lieux et monuments
- Église Saint-Germain, rue Pierre-Brossolette

Financée par le marquis de Persan, elle a été inaugurée en 1912 et se situe dans une zone pavillonnaire.
- La mosquée, avenue Gaston-Vermeire, près de la mairie.
- Monument des F.F.I. et F.T.P.F., rue du 8 mai 1945, près du pont de l'Oise

Ce monument honore les membres de la Résistance de la région morts pour la France, et plus généralement, les victimes de la Seconde Guerre mondiale parmi les habitants de Persan. Le monument pour les victimes de la Première Guerre mondiale, inauguré le 11 novembre 1928, se trouve rue Pierre-Brossolette.
- Monument Desmortier et Maître, rue du Dr-Touati, près du pont de l'Oise

Ce monument, qui prend la forme des monuments aux morts coutumiers, est dédié aux deux patriotes Desmortier et Maître, tués par les Prussiens lors de la défense de Parmain en 1870, dans le contexte de la guerre franco-prussienne de 1870.
- Colombier, place de la République

On le trouve à l'angle nord-est de la ferme des XVI et XVII siècles, au sud de la place de la République, dépourvu de sa toiture. Sans illustration.
- Anciens bains-douches municipaux, place Salvador-Allende[68]

Exemplaire caractéristique de ce type d'équipement, datant de l'entre-deux-guerres quand la plupart des logements étaient dépourvus de salles de bains, avec une mosaïque Art déco en haut du pavillon central.
- Alignement de six maisons ouvrières du début du XXe siècle, rue du Dr-Touati, près du pont de l'Oise

D'une conception originale avec un oriel au rez-de-chaussée, une imitation de colombages et un pignon décoratif côté rue, ces six maisons sont toutes identiques mais peintes dans des couleurs différentes. C'est l'un des rares exemples de maisons d'architecte du début du XXe siècle sur la commune, construit pour une coopérative de logement.

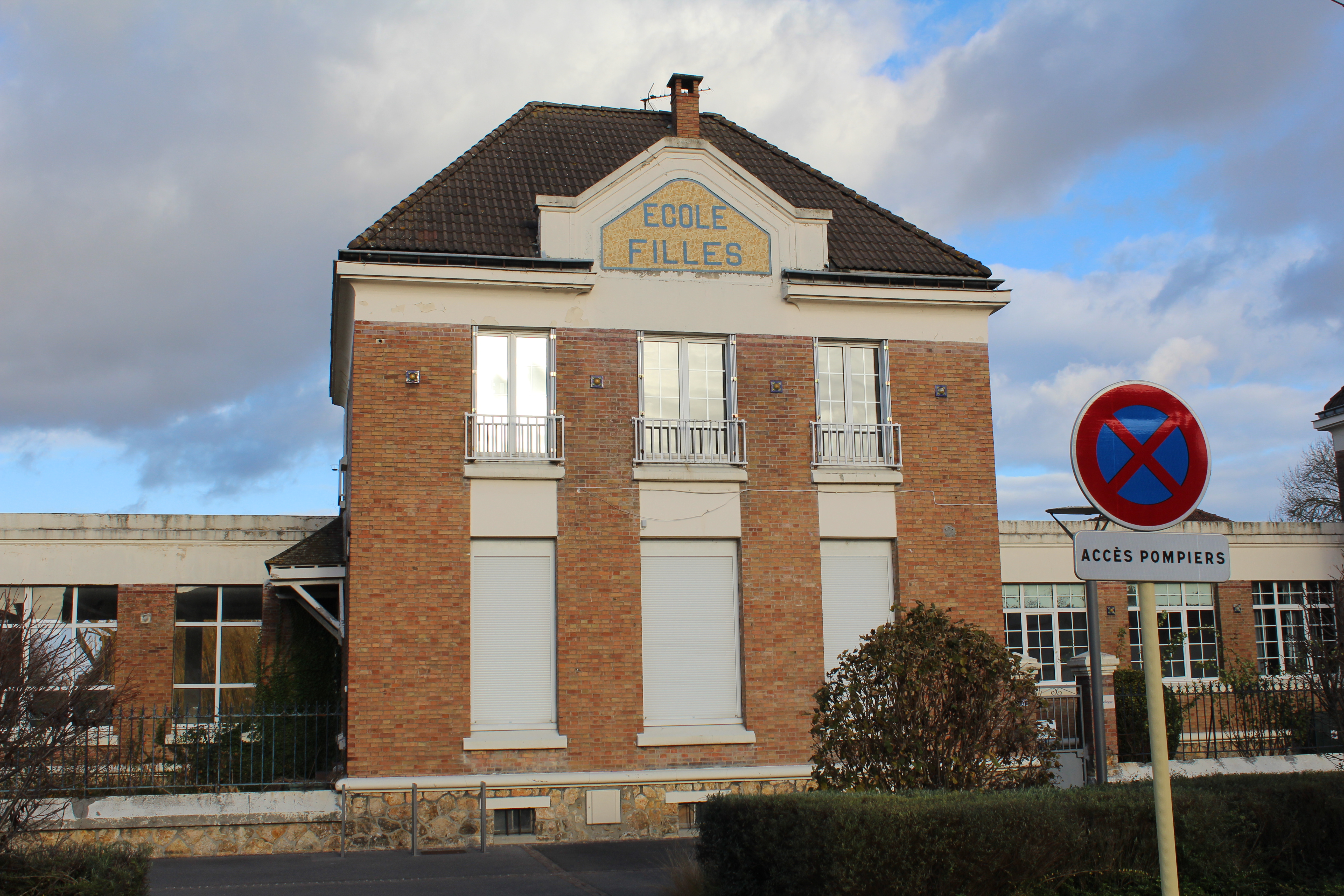
L'école des filles, d'architecture typique des années 1930.
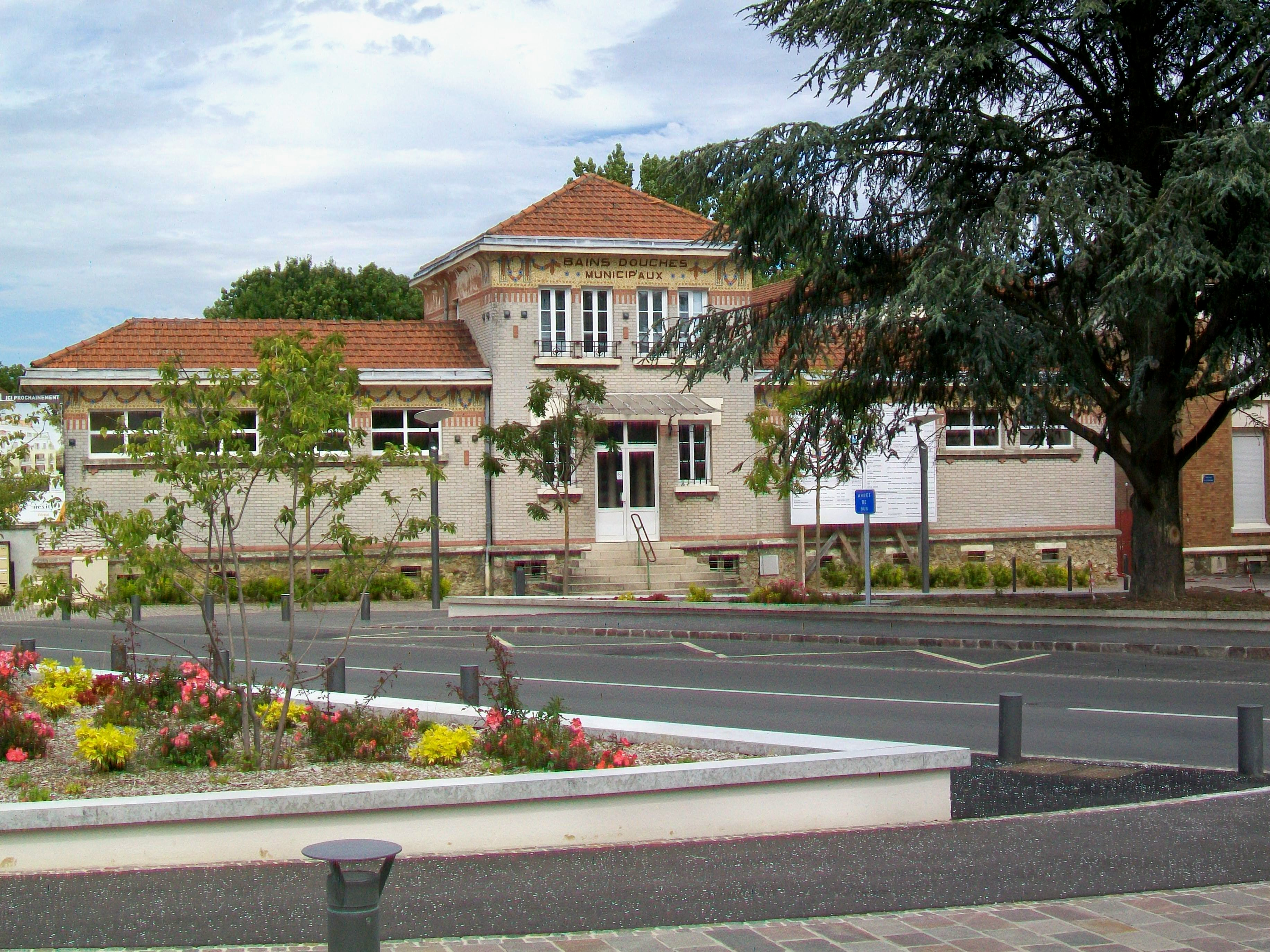
Anciens bains-douches municipaux.
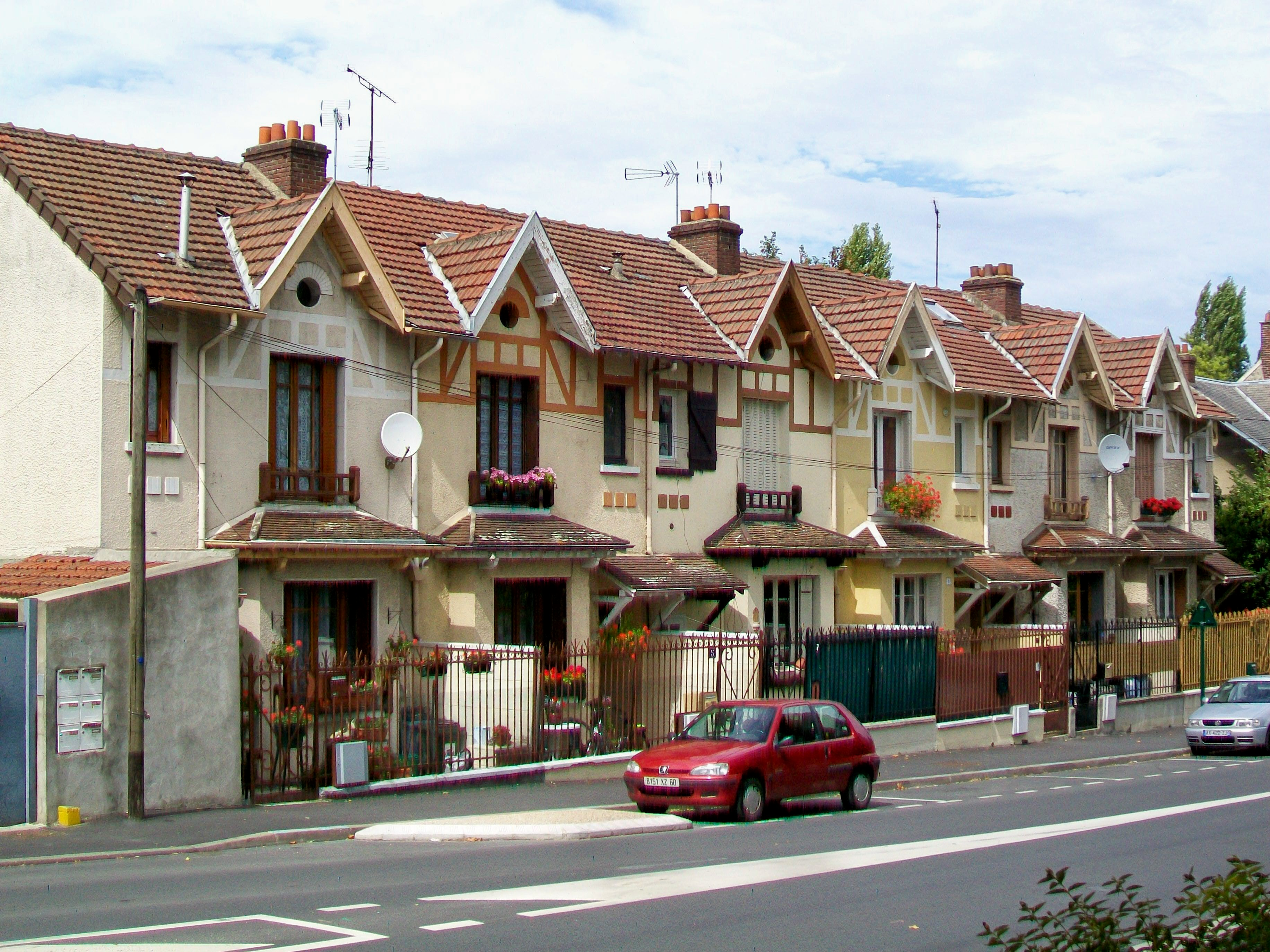
Alignement de maisons du début du XXe siècle.
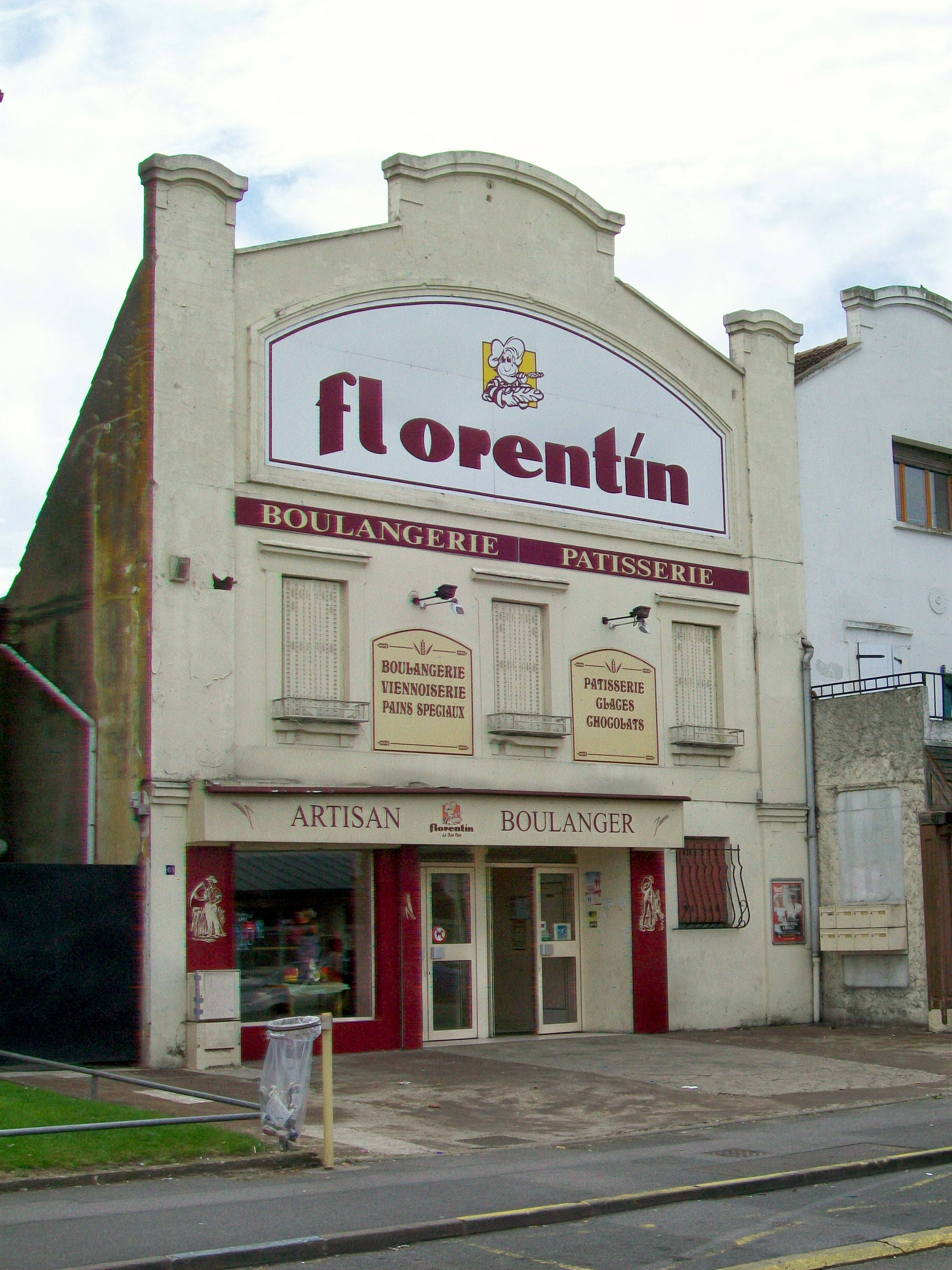
Ancien cinéma transformé en commerce.
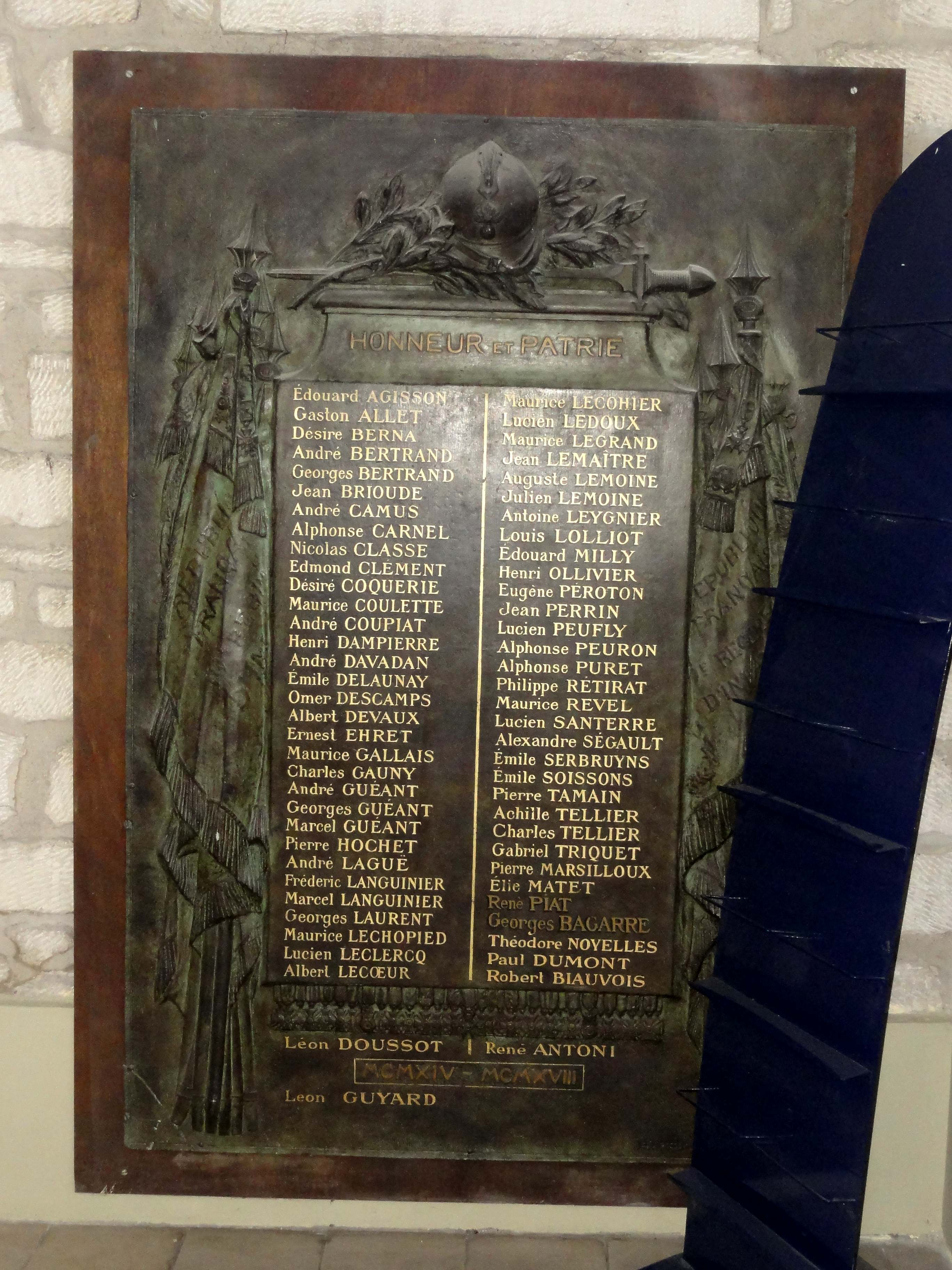
Monument aux morts de la paroisse.
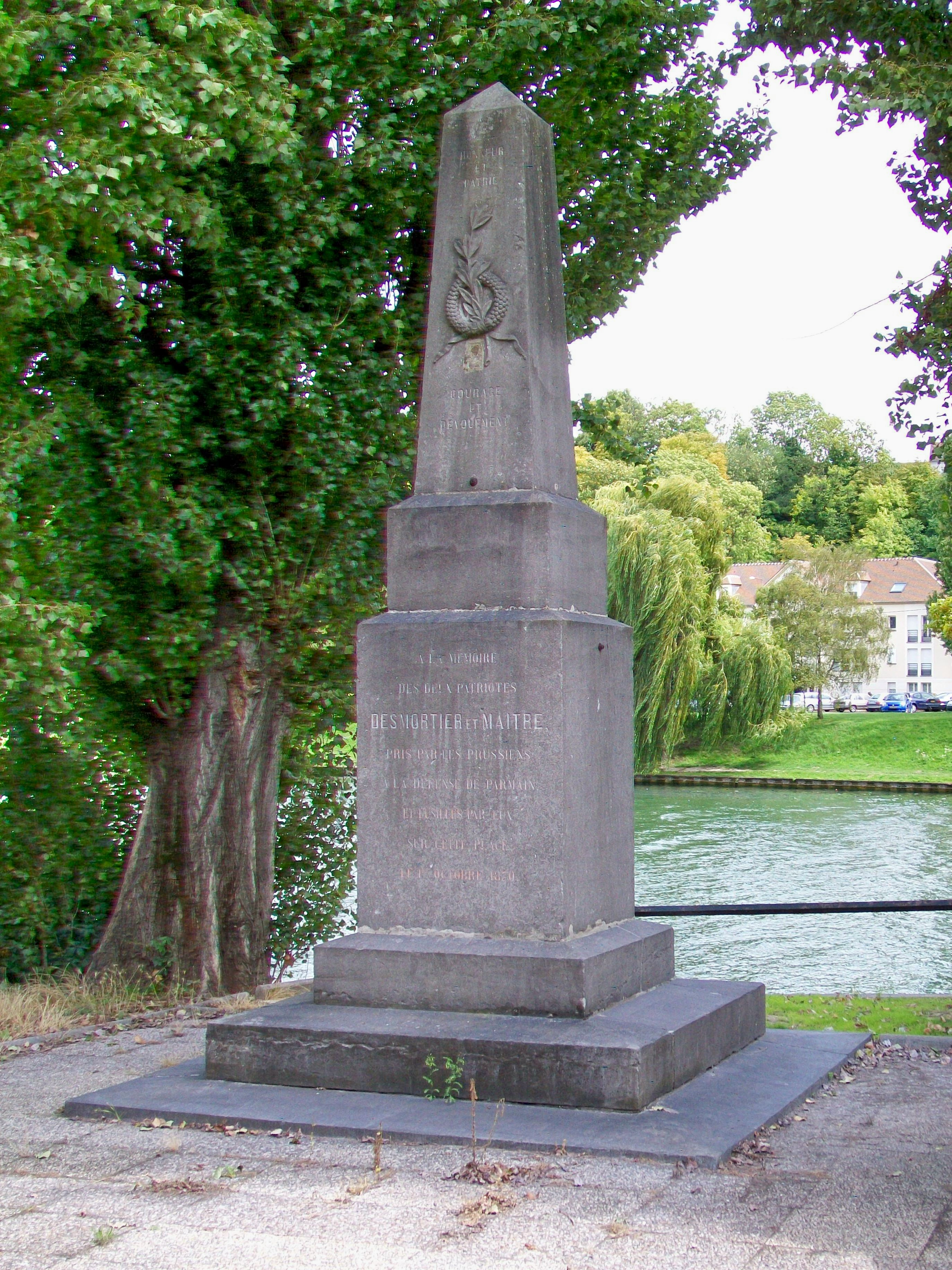
Monument aux morts de la Guerre de 1870

### Personnalités liées à la commune
- Félix Millet (1844-1929) : inventeur de la première moto à pneumatiques[pourquoi ?].
- Jean Desgranges (1929-1996) : footballeur international français, y est né.
- Morsay (1980-) : rappeur et vidéaste franco-algérien[pourquoi ?].
- Jean-Christophe Bahebeck (1993-) : footballeur français évoluant au FC Utrecht, a été, enfant, licencié au CS Persan Municipal puis à l'US Persan.
- Timothée Pembélé (2002-) : footballeur français évoluant au Paris Saint-Germain, a été, enfant, llicencié à l'US Persan, où il reste sept ans avant de rejoindre le centre de formation du Paris Saint-Germain.

### Persan dans les arts et la culture
Les films suivants ont des scènes tournées à Persan :
- 1995 : Elisa, avec Vanessa Paradis.
- 2004 : 36 quai des orfèvres d’Olivier Marchal[Note 7].

### Héraldique
| Blason de Persan (Val-d'Oise) | Blason  | D'azur aux trois demoiselles d'or posées en bande et ordonnées 2 et 1.                                                                          |
| Blason de Persan (Val-d'Oise) | Détails | Blason des Doublet, marquis de Persan ; les demoiselles sont le nom héraldique des libellules. Le statut officiel du blason reste à déterminer. |

## Pour approfondir